# 踊り子 (列車)
踊り子（おどりこ）は、東日本旅客鉄道（JR東日本）、伊豆急行、東海旅客鉄道（JR東海）および伊豆箱根鉄道が東京駅 - 伊豆急下田駅・修善寺駅間を東海道本線・伊東線・伊豆急行線・伊豆箱根鉄道駿豆線経由で運行する特別急行列車である。
本項は、同一経路で運行されている「サフィール踊り子」などとともに、首都圏と湘南・伊豆半島を結ぶ連絡列車の沿革も記述する。

## 概要
「踊り子」は、1981年10月に運転を開始した。当列車の登場まで東京と伊豆半島方面を結ぶ優等列車は特急「あまぎ」と急行「伊豆」の二つが運転されていたが、いずれも当列車に統合された。「踊り子」の列車名の由来は、川端康成の小説『伊豆の踊子』に由来し、一般公募で決定した。
車両は同年1月に登場した185系が一部の臨時列車を除き全ての列車に一貫して使用されていた。しかし2021年3月12日に定期列車の運用から撤退し、3月13日のダイヤ改正以降は「踊り子」の全列車がE257系2000番台・2500番台で運用されている。
2024年3月16日現在、定期列車として下記の4往復が毎日運転されている。
- 東京 - 伊豆急下田間（4往復）：下り1号・5号・9号・11号／上り2号・4号・6号・10号
- 東京 - 修善寺間（2往復）：下り1号・9号／上り4号・10号

修善寺駅発着の全ての列車は、東京駅 - 熱海駅間で伊豆急下田駅発着の列車と併結運転を行い、熱海駅で増解結する。
伊豆急下田駅発着と修善寺駅発着ともに臨時列車扱いだが、毎週土日などに定期的に運行される列車が存在する。
号数の付番は、毎日運転および主に土休日に運行されている列車は「1号」から順に、繁忙期のみ運行の臨時列車は「51号」から順に付されている。
臨時列車として、2020年3月14日のダイヤ改正まで大宮駅発着列車が、2021年2月28日まで常磐線我孫子駅発着列車が、それぞれ設定された。

## 運行概況

### 停車駅
2024年3月16日現在の定期列車（4往復）の停車駅および臨時列車の停車駅を記す。
東京駅 - 伊豆急下田駅間の停車駅
東京駅 - 品川駅 - 川崎駅 - 横浜駅 - 大船駅 - 小田原駅 - 湯河原駅 - 熱海駅 - 伊東駅 - 伊豆高原駅 - 伊豆熱川駅 - 伊豆稲取駅 - 河津駅 - 伊豆急下田駅
熱海駅 - 修善寺駅間の停車駅
熱海駅 - 三島駅 - 三島田町駅 - 大場駅 - 伊豆長岡駅 - 大仁駅 - 修善寺駅
臨時運行区間（池袋駅 - 伊豆急下田間）の停車駅
池袋駅 - 新宿駅 - 渋谷駅 - 武蔵小杉駅 - 横浜駅 - 小田原駅 - 熱海駅 - 伊東駅 - 伊豆高原駅 - 伊豆熱川駅 - 伊豆稲取駅 - 河津駅 - 伊豆急下田駅

#### 過去の臨時運行区間の停車駅
我孫子駅 - 東京駅間の停車駅
我孫子駅 - 柏駅 - 松戸駅 - 北千住駅 - 上野駅 - 東京駅

### 使用車両・編成
大宮総合車両センター所属のE257系2000番台及び2500番台を使用し、グリーン車と普通車で編成されている。グリーン車は9両編成の4号車にある。また臨時列車では波動用の5000番台も一部で使用される。
東京駅 - 熱海駅では在来線特急列車では最長となる15両編成の列車が設定されていたが、2021年3月13日のダイヤ改正で、E257系統一により14両編成に減車された。2021年改正まで普通車には自由席の設定もあり、伊豆急下田駅発着・修善寺駅発着ともに2両設定されていたが、同改正で全車指定席となった。それ以前も前述の我孫子発着を含む一部の臨時列車は全車指定席であった。伊豆箱根鉄道駿豆線内は大人200円、子供100円の特急料金が設定されている。
田町電車区に所属し特急「あまぎ」等に充当されていた183系は、1985年3月の東北新幹線・上越新幹線大宮駅 - 上野駅間の開通により捻出された新前橋電車区配置の185系の一部が田町電車区に転入したことにより、長野運転所に転出した、2005年に臨時「踊り子」が千葉発着で設定された際に183系が使用されている。
2020年3月14日からはあずさ・かいじへのE353系導入と房総方面の特急列車削減で余剰となった、松本車両センター所属ならびに幕張車両センター所属のE257系にリニューアル工事を施した車両による運用が開始され、翌2021年3月13日のダイヤ改正で185系による運用を全て置き換えた。
14系客車の普通座席車両のみで編成された臨時列車や、ジョイフルトレイン「サロンエクスプレス東京」を用いた「サロンエクスプレス踊り子」も運行された。

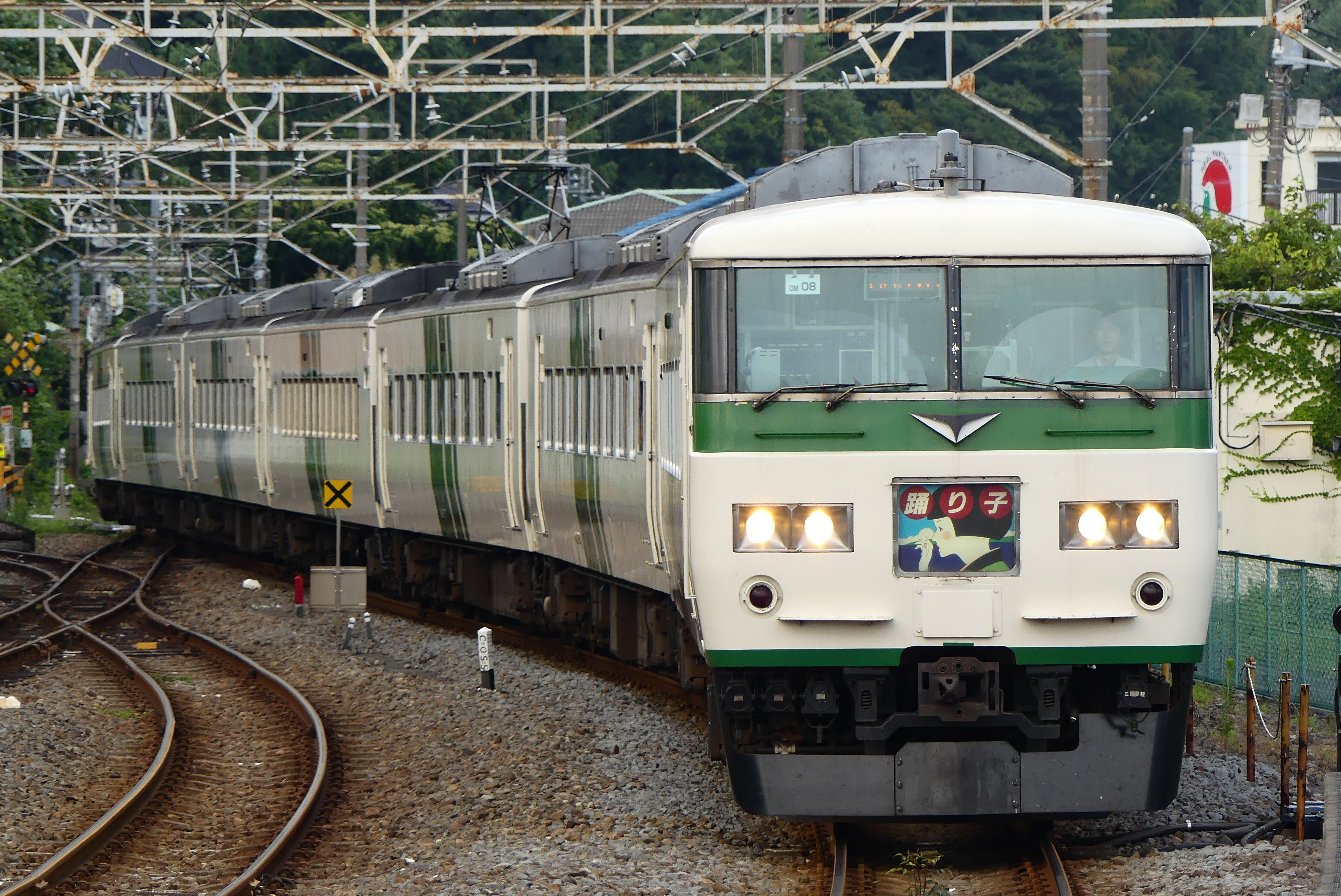
185系
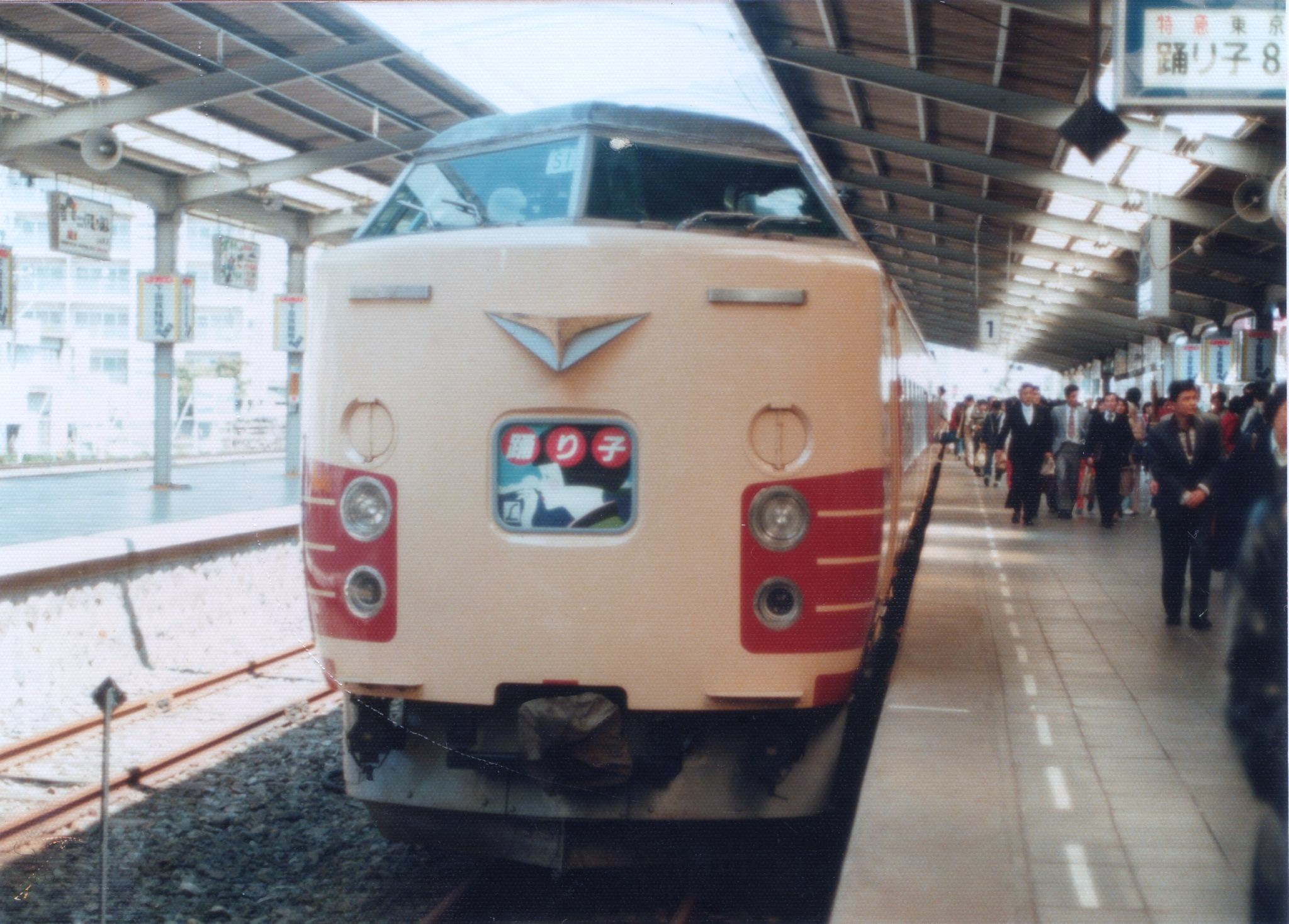
183系
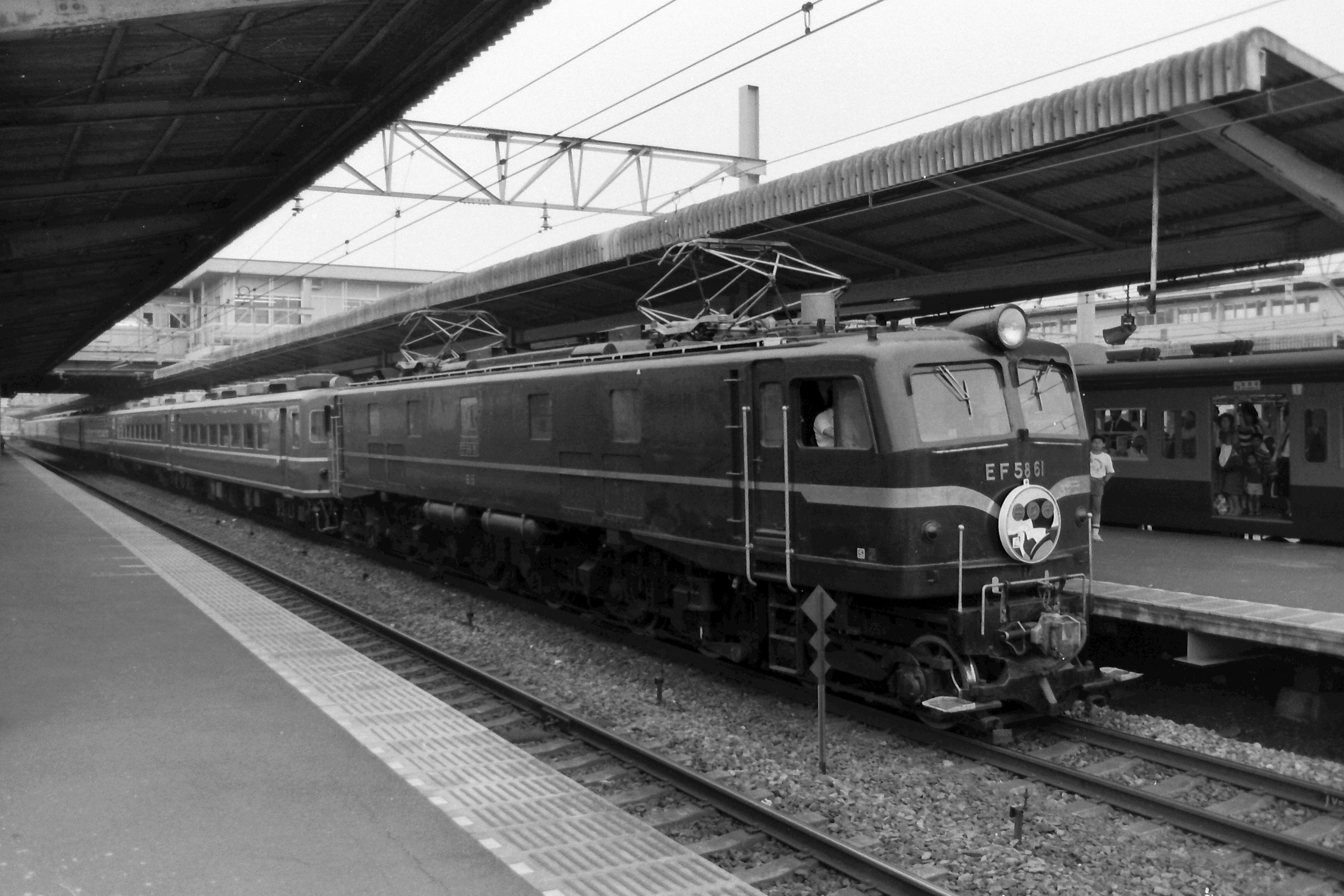
EF58 61＋14系

## サフィール踊り子

### 概要
2020年3月14日のダイヤ改正より運転を開始した列車で、「スーパービュー踊り子」の後継にあたる。「サフィール（Saphir）」はサファイアを意味するフランス語で、「青く美しい伊豆の海と空」をイメージしている。「サフィール踊り子」用に新造されたE261系は全車がグリーン車となっており、1号車は「プレミアムグリーン」として通常のグリーン車よりも上位の区分となっている。4号車にはカフェテリアが設置されており、軽食やアルコール類を注文することができる。
東京駅 - 伊豆急下田駅間に1往復が毎日運転の定期列車として設定されている。特定日運行の臨時列車として、東京駅（土休日の下りのみ新宿駅発） - 伊豆急下田駅間に1往復が運転される。定期列車として全車グリーン車の列車が運行されたのはJRグループ、国鉄時代を含めても初の事例である。
スーパービュー踊り子と同じくA特急料金が適用される料金体系となっている。購入に際してグリーン個室はみどりの窓口と指定席券売機での発売となる。プレミアムグリーンは運行開始当初、えきねっと等のネット予約サービスが利用できなかったが、2022年現在ではプレミアムグリーンでもえきねっと等のネット予約サービスが利用できる。2025年4月1日以降は「在来線チケットレス特急券」の利用も可能となる（「踊り子」等で適用されるチケットレス割引は適用されない）。
新型コロナウイルス感染症の流行により、2020年4月9日から車内販売及びカフェテリアの営業を休止、その後国内および走行地区の感染状況に応じて再開・再休止の措置が数度にわたり行われ、2021年7月1日の再開以降は、車内サービスが継続して行われている。

### 停車駅
東京駅 - 品川駅 - 横浜駅 - 熱海駅 - 伊東駅 - 伊豆高原駅 - 伊豆熱川駅 - 伊豆稲取駅 - 河津駅 - 伊豆急下田駅
- 臨時列車のみ運行される新宿駅 - 横浜駅間は渋谷駅と武蔵小杉駅に停車する。

### 使用車両・編成
大宮総合車両センター所属のE261系を使用する。
全車グリーン車で、プレミアムグリーン1両、グリーン個室2両、グリーン車4両、カフェテリア1両の8両編成。「踊り子」で可能な座席未指定券の利用は認められていない。なお、定期券での利用については当初認められていなかったが、2023年3月18日のダイヤ改正で可能となった。
カフェテリアでは食事や飲物・菓子類が提供される。一部は鈴廣かまぼこが使用されている。利用はスマートフォンで事前に注文・支払いができる専用サービス「サフィールPay」による事前予約制であり、当日の予約に余裕がある場合のみ車内で販売される。

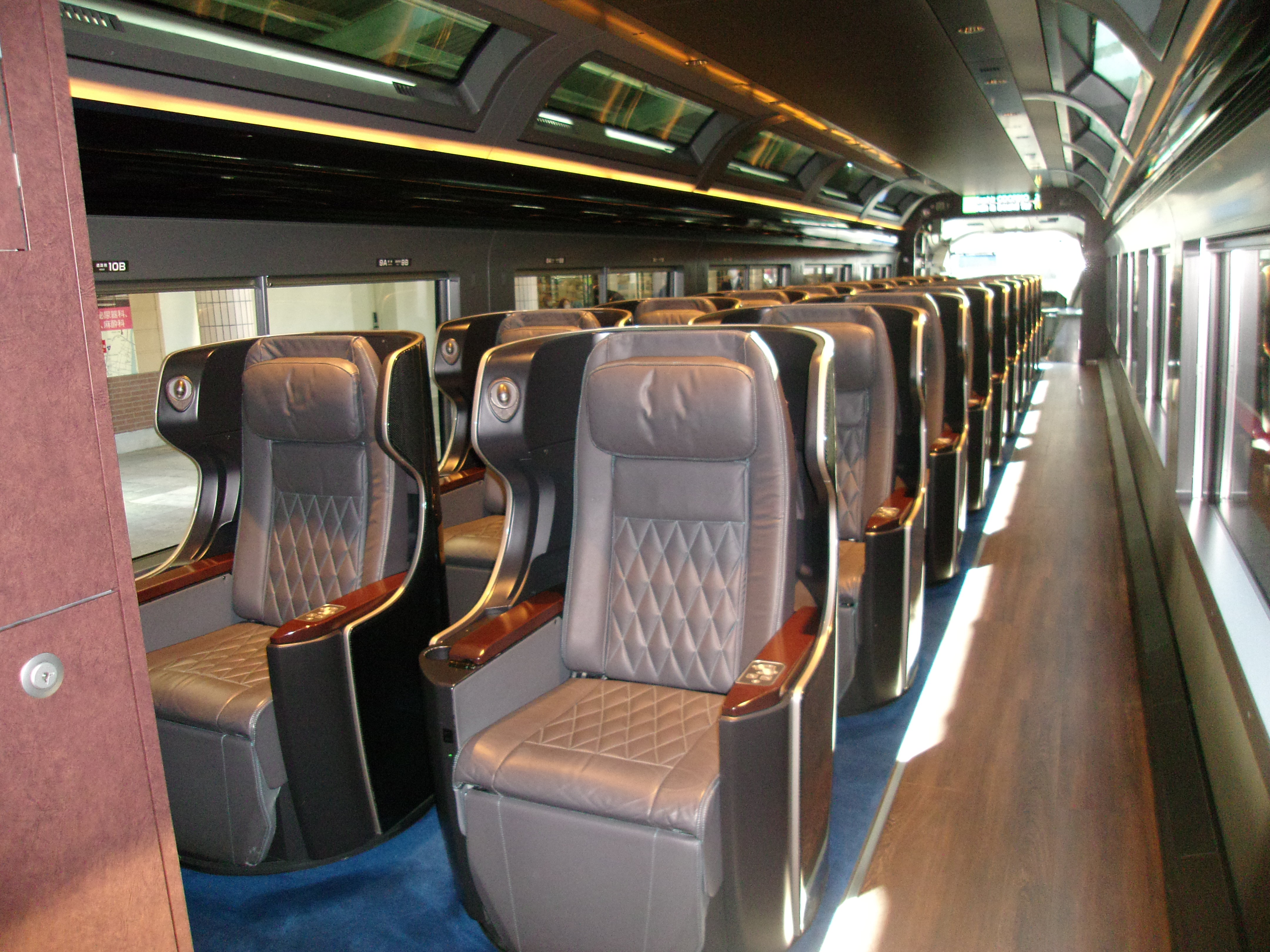
プレミアムグリーン
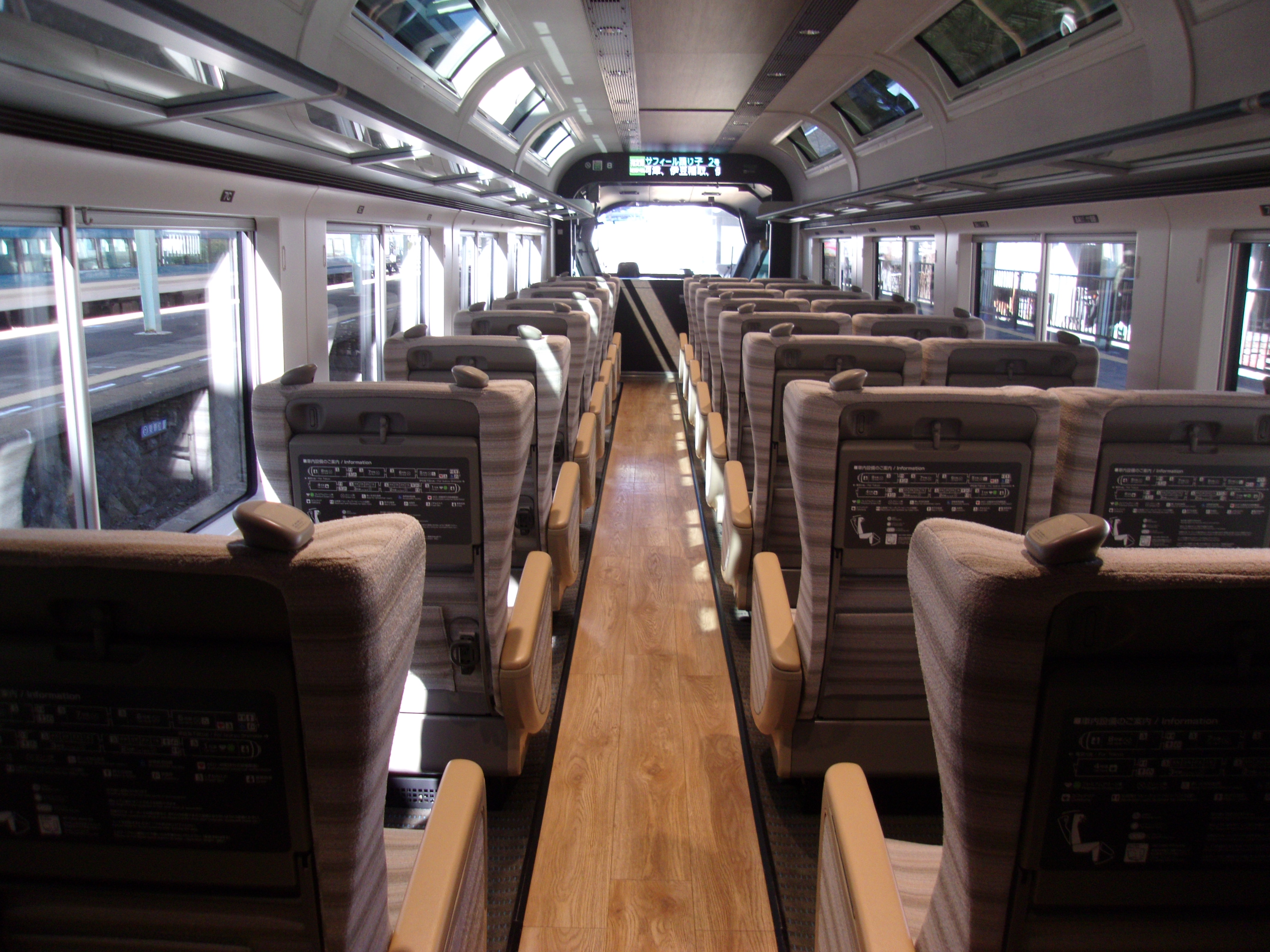
グリーン車（8号車）
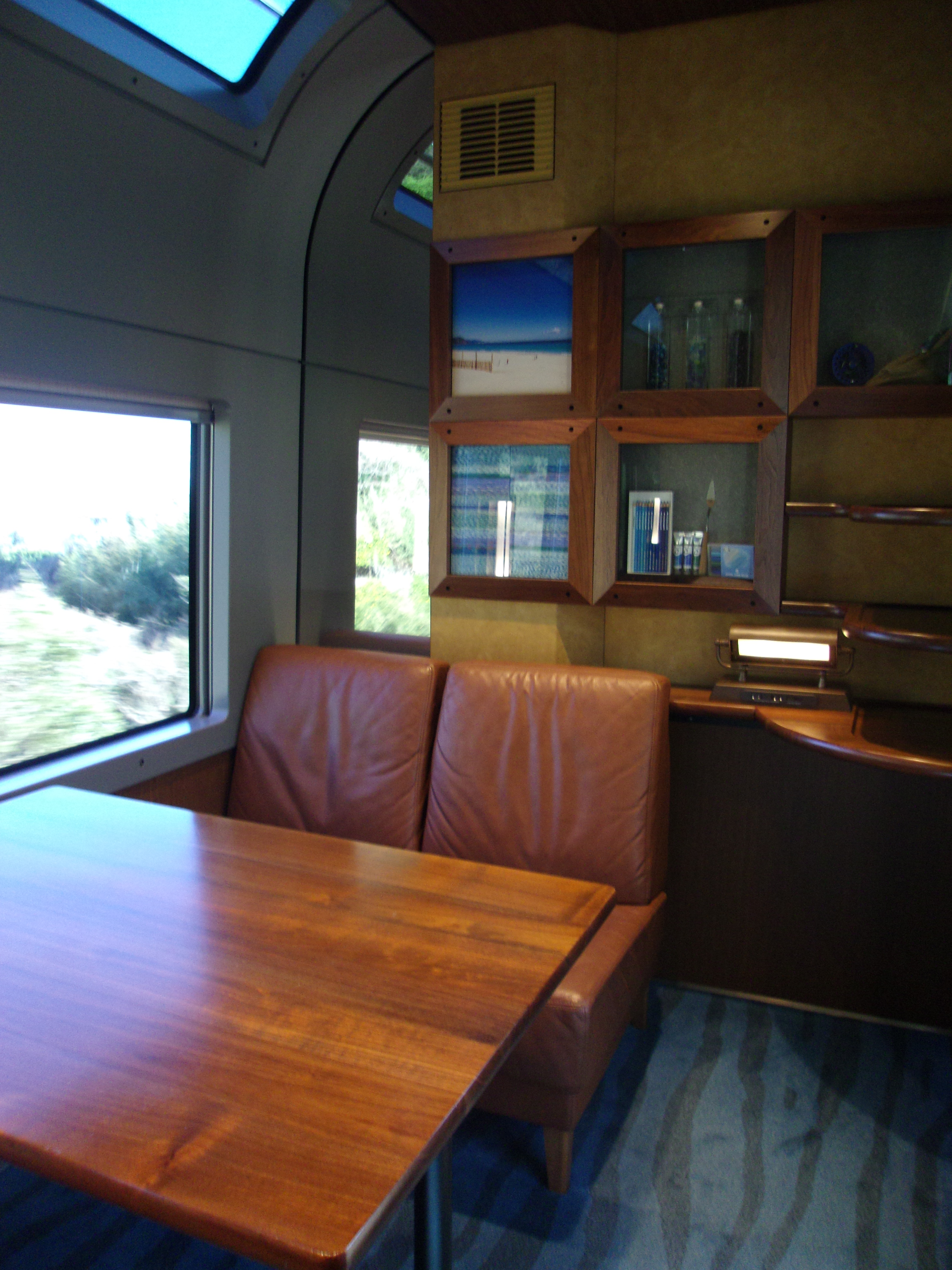
4人用グリーン個室
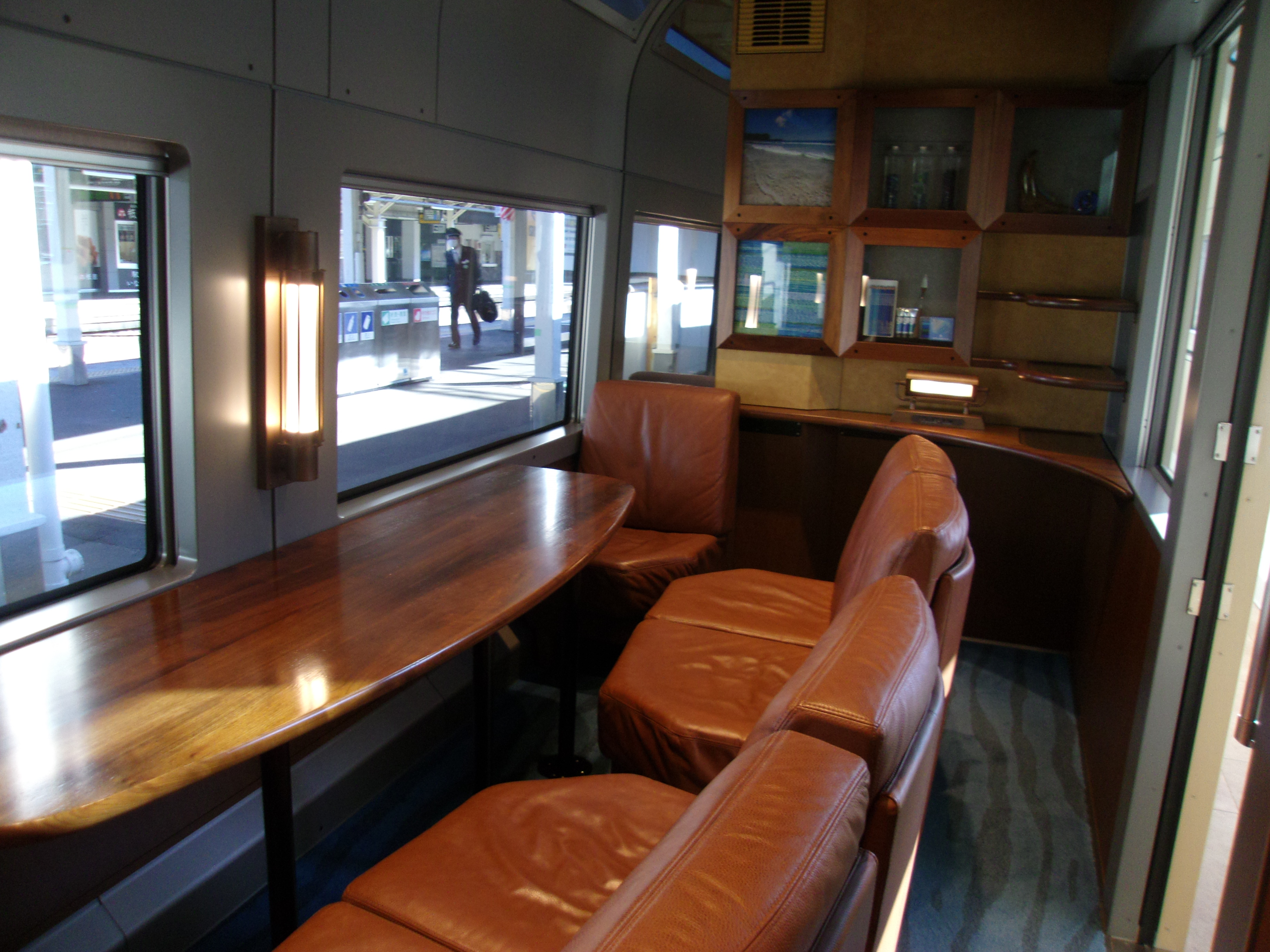
6人用グリーン個室
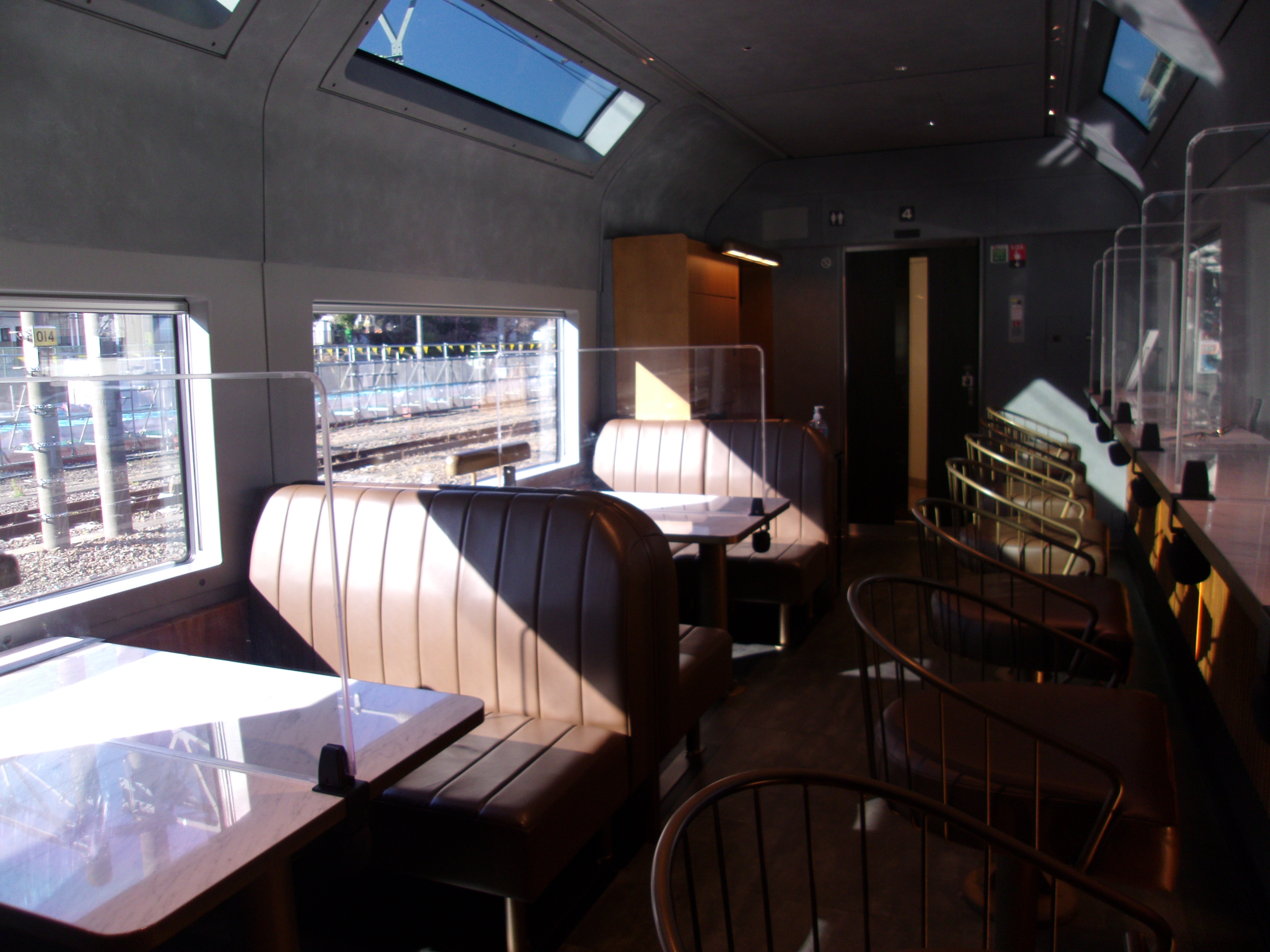
カフェテリア
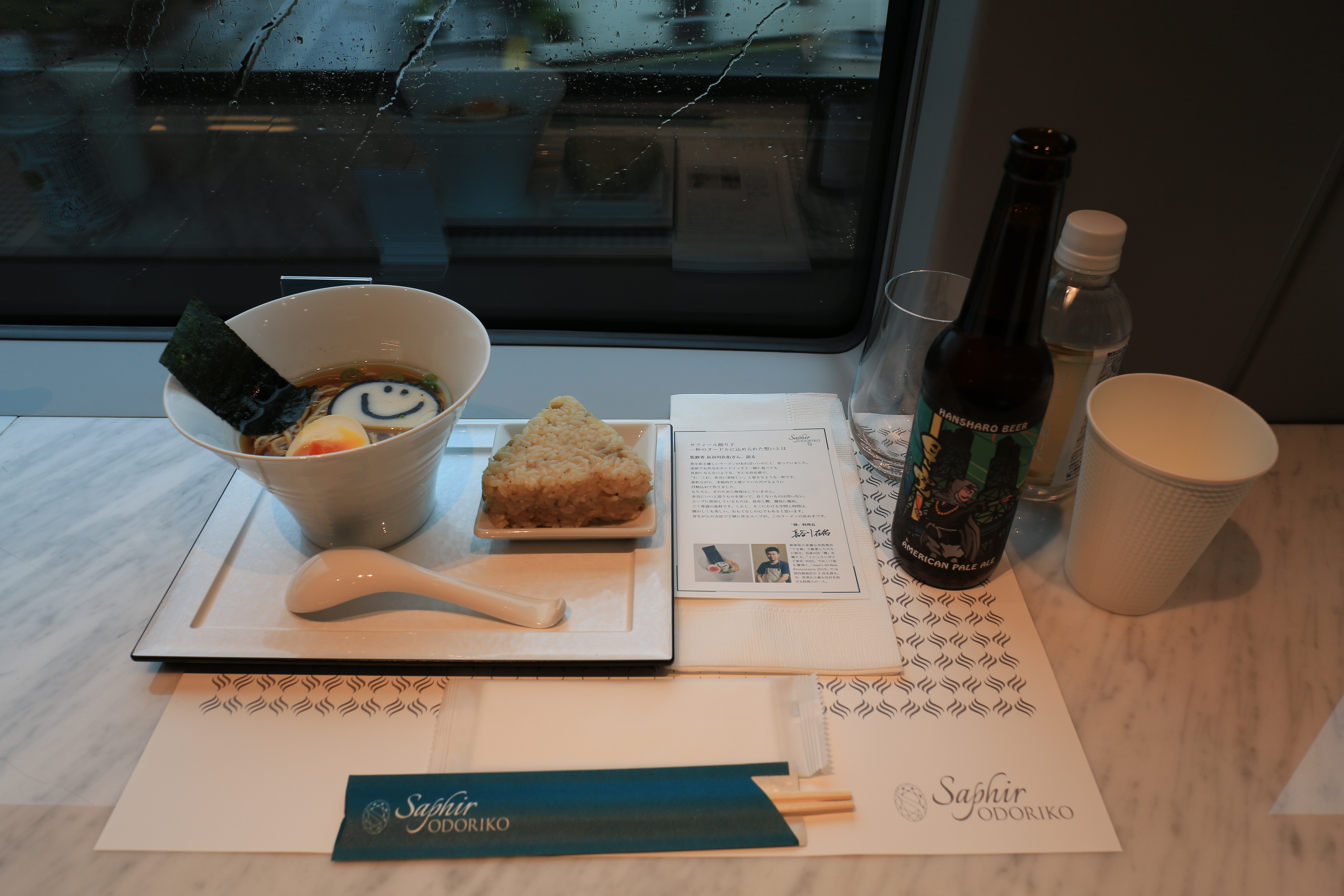
食事の例（ヌードルほか）

## 臨時列車
これらは在来線チケットレス特急券サービスの対象外であり、踊り子・湘南の座席未指定券でも乗車出来ず、通常の特急料金が適用される。

### あたみ
土休日に高尾駅から中央本線、南武線、武蔵野線、東海道線経由で熱海駅まで運行される臨時特急列車。2021年に運行を開始した。2017年から2020年の間は、臨時快速列車「ホリデー快速あたみ号」として運転されていた。
全車指定席での設定で、2018年以降は土休日2日間のみの運転となっている。使用車両はE257系5両編成で、「ホリデー快速あたみ号」時代は2018年から2020年の運行には185系6両編成が、2017年の運行には189系6両編成が使用された。
「ホリデー快速あたみ号」運行開始前年の2016年11月には、青梅駅 - 小田原駅間（経由路線同じ）で「ホリデー快速湘南号」として運転された。こちらも全車指定席で、189系6両編成が使用された。
2022年からは、運行時期がこれまでの11月に加え、8月にも2日間運行されるようになった。2023年からは、高尾駅発着に変更されるとともに、11月分の運行が取り止められた。

#### 停車駅（特急「あたみ」）
高尾駅 - 八王子駅 - 小田原駅 - 湯河原駅 - 熱海駅
- 乗務員交代のため、鶴見駅のホームのない部分に停車する。
- 鶴見駅 - 小田原駅間は、横浜羽沢駅などを経由する東海道貨物線のルートで走行する。

#### 停車駅（特急「あたみ」以前）
青梅駅 - 河辺駅 - 拝島駅 - 昭島駅 - 立川駅 - 府中本町駅 - 横浜駅 - 大船駅 - 藤沢駅 - 小田原駅 - 湯河原駅 - 熱海駅
- ホリデー快速湘南号は青梅駅 - 小田原駅間の運転。
- 乗務員交代のため、鶴見駅のホームのない部分に停車する。東海道旅客線と貨物線との転線も鶴見駅（花月総持寺駅付近）で行う。

#### 使用車両（共通）
- 189系（2016年 - 2017年）：豊田車両センター所属車、6両編成。
- 185系（2018年 - 2020年）：「踊り子」用車両とは別の波動用の6両編成を使用。
- E257系（2021年 - ）：波動用の5500番台5両編成を使用。

### 下田水仙まつり号・みなみの桜河津桜大宮号
下田水仙まつり、河津桜祭りの開催に伴い、池袋発着の3・12号を大宮発着に延長したもの。

#### 停車駅（特急「下田水仙まつり号」「みなみの桜河津桜大宮号」）
大宮駅 - 浦和駅 - 池袋駅 - （それ以南は定期列車と同じ）

### 花火大会臨時列車
静岡県内東部で行われる花火大会の開催に伴う臨時列車。「熱海海上花火大会号」「伊東按針花火大会号」として運転される。

#### 使用車両（花火大会臨）
- 185系（2018年 - 2019年）：「踊り子」用車両とは別の波動用の6両編成を使用。
- E257系（2022年 - ）：波動用の5000番台9両編成を使用。
- E657系（2023年 - ）：勝田車両センター所属車、10両編成。通常の営業運転では品川以南への入線は行っていない。

### えぼし
2023年9月27日 - 28日、30日 - 10月1日に茅ヶ崎公園野球場で開催されたロックバンド・サザンオールスターズの『茅ヶ崎ライブ2023』開催に伴う臨時列車。リーダー桑田佳祐の地元・茅ヶ崎市のシンボルで、サザンの楽曲の歌詞にも登場する「えぼし岩」から命名された。

#### 停車駅（えぼし）
東京駅 - 品川駅 - 川崎駅 - 横浜駅 - 茅ケ崎駅

#### 使用車両（えぼし）
- E257系（9月27日 - 28日、30日 - 10月1日）：9月27日 - 28日は波動用の5000番台9両編成を、30日 - 10月1日は普段は「踊り子」用車両である2000番台9両編成をそれぞれ使用。

### 185
その名の通り、185系を使用した鉄道ファン向けの特急列車。横浜 - 伊東間を途中客扱いせずに運行する。

#### 停車駅（185）
（川崎駅 - ）横浜駅 - 伊東駅（ - 伊豆高原駅 - 伊豆熱川駅 - 伊豆稲取駅 - 河津駅 - 伊豆急下田駅）
熱海駅で乗務員交代に伴う運転停車を行う。

#### 使用車両（185）
- 185系：ストライプ色のB6編成、または新特急色のC1編成を使用。

## 運行を終了した列車

### スーパービュー踊り子
「スーパービュー踊り子」は、1990年4月から2020年3月13日まで新宿駅・池袋駅・東京駅 - 伊豆急下田駅間で運転されていた特急列車。
平日は新宿駅 - 伊豆急下田駅間に1本、東京駅 - 伊豆急下田駅間に2往復、伊豆急下田駅 - 池袋駅間に1本が運行されていた。土曜日・休日には新宿駅発の列車が池袋駅発に変更されるほか、新宿駅 - 伊豆急下田駅間と伊豆急下田駅 - 東京駅に各1本運行されていた。さらに繁忙期には1往復が大宮駅発着に延長運転されるほか、東京駅 - 伊豆急下田駅間に下り2本、上り1本、伊豆急下田駅 - 新宿駅間に1本運転されていた。大宮駅発着列車については、「踊り子」と異なり湘南新宿ライン経由で運転されていた。
車内にはJR東日本サービスクリエーションのビューアテンダントが全区間乗務し、乗車時の特急券のチェックと車内サービスを担当していた。
車両の老朽化のため、2020年（令和2年）3月13日をもって運行を終了した。

#### 停車駅
括弧書きは一部列車が停車。
東京駅 - 伊豆急下田駅間の停車駅
東京駅 - （品川駅） - 横浜駅 - （小田原駅） - （湯河原駅） - 熱海駅 - （網代駅） - 伊東駅 - 伊豆高原駅 - 伊豆熱川駅 - 伊豆稲取駅 - 河津駅 - 伊豆急下田駅
大宮駅 - 横浜駅間の停車駅
大宮駅 - 浦和駅 - 赤羽駅 - 池袋駅 - 新宿駅 - 武蔵小杉駅 - 横浜駅
- 品川駅は5・8号のみドア扱い。
- 小田原駅・湯河原駅・網代駅は2号のみドア扱い。
- 大宮駅 - 池袋駅間は、土休日の特定日のみ延長運転。

#### 使用車両・編成
大宮総合車両センター所属の251系電車が使用されていた。2002年から2003年にかけてリニューアル工事を施工している。グリーン車を含めた全車座席指定席で、特急料金は「踊り子」や「リゾート踊り子」に比べて高額なA特急料金が適用されていた。
各先頭車両は展望席が設けられ、1号車はグリーン席で2列6席、10号車は普通席で3列12席である。後述する「リゾート踊り子」と同様に展望席には特別料金の設定はなく、他の座席と同一料金であった。グリーン車の1・2号車と普通車のうち10号車は2階建車両で、階上は1・2号車がグリーン座席、10号車が普通座席、階下は1号車がグリーン車専用のラウンジと売店、10号車が子供用のプレイルームである。2号車は定員4名のグリーン個室が3室設置されている。そのほかの車両（3号車 - 9号車）はハイデッカー車両である。乗降車口は2・3・5・7・10号車（ドアに窓のある車両）に限定され、乗車時にアテンダントから指定席特急券の改札を受けてから乗車した。終着駅は1 - 10号車すべての扉が開いた。
JR東日本の在来線特急では数少ない1+2配列のグリーン車で、グリーン車で唯一ソフトドリンクとおしぼりを提供した。

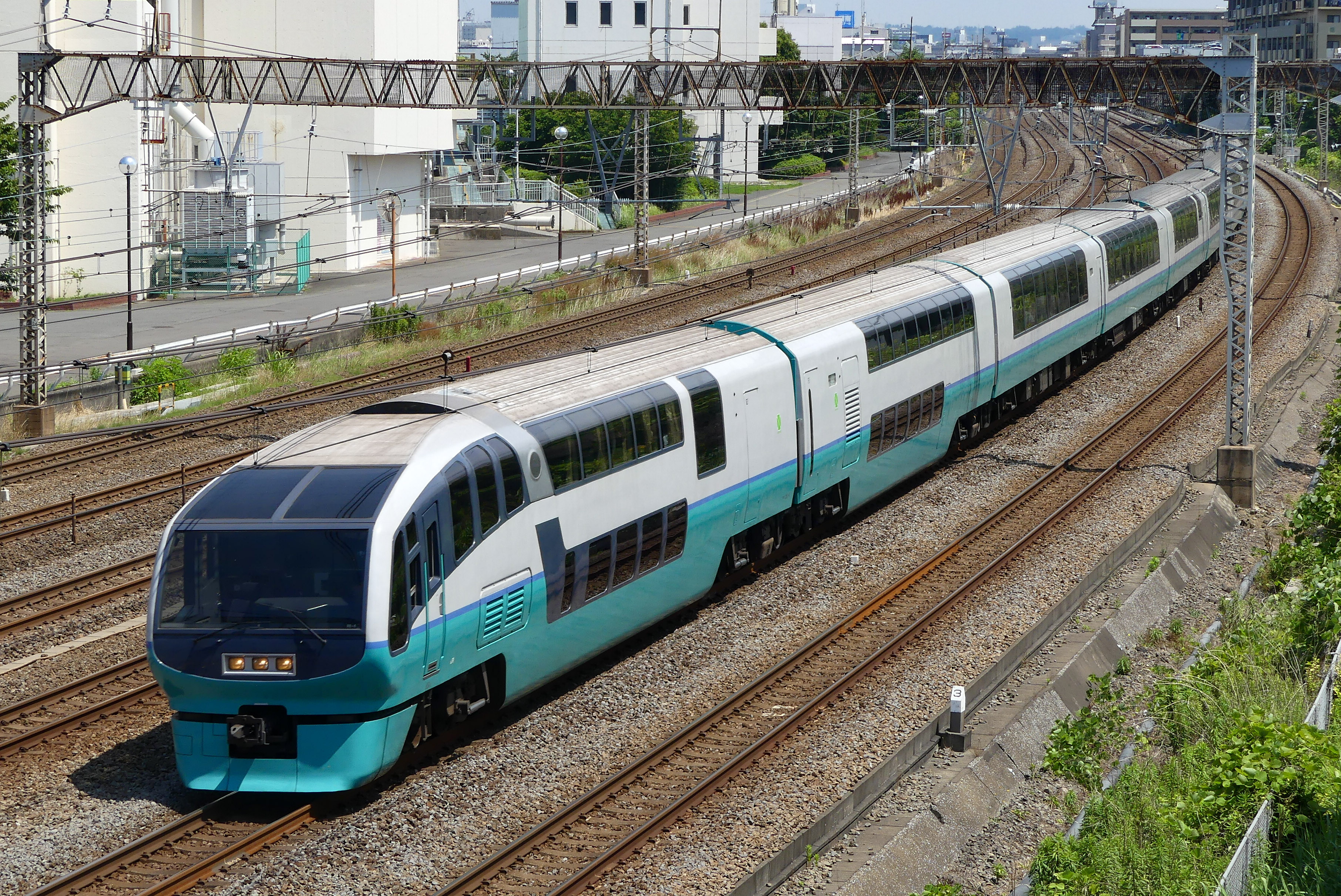
251系リニューアル車
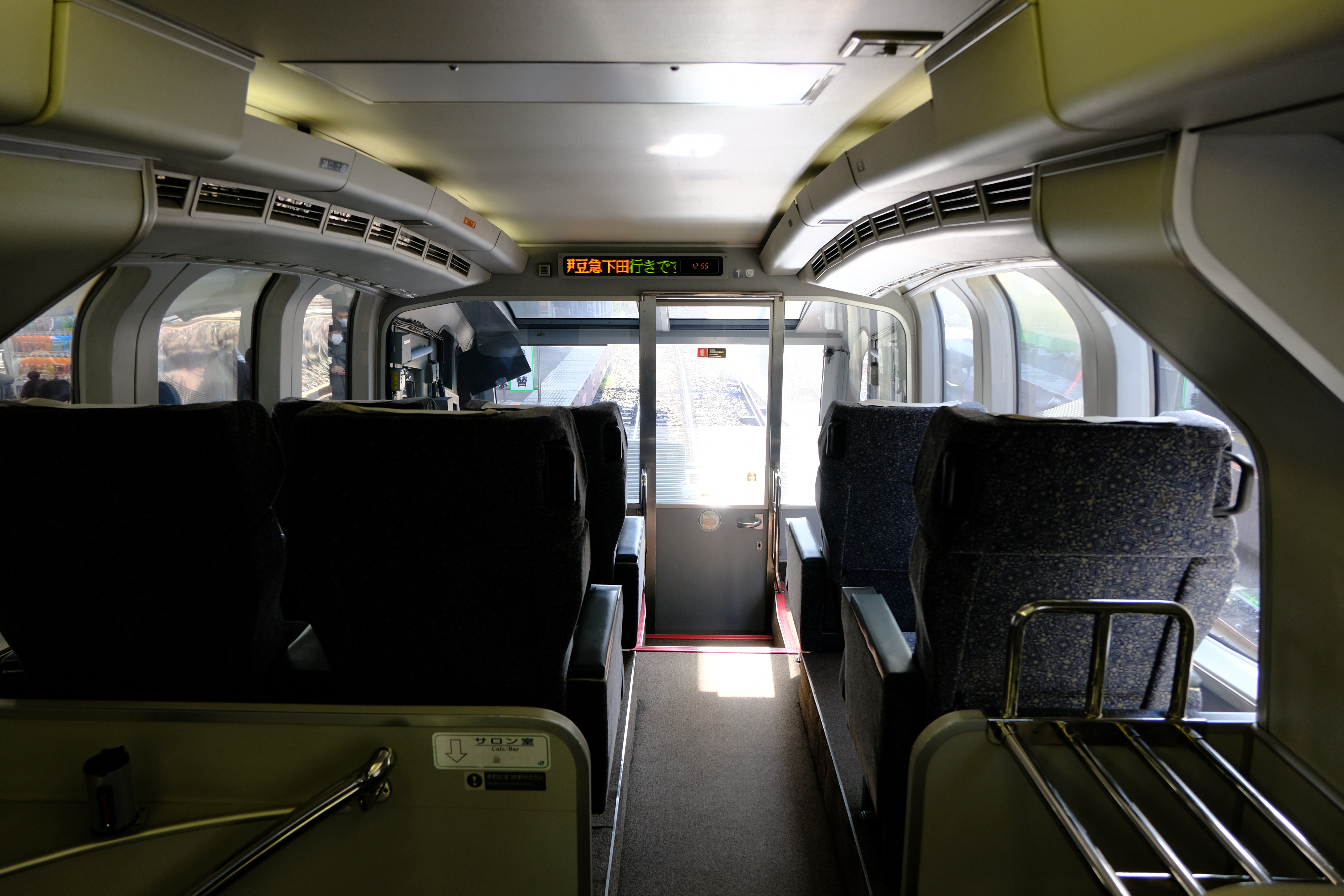
グリーン車展望席（1号車）
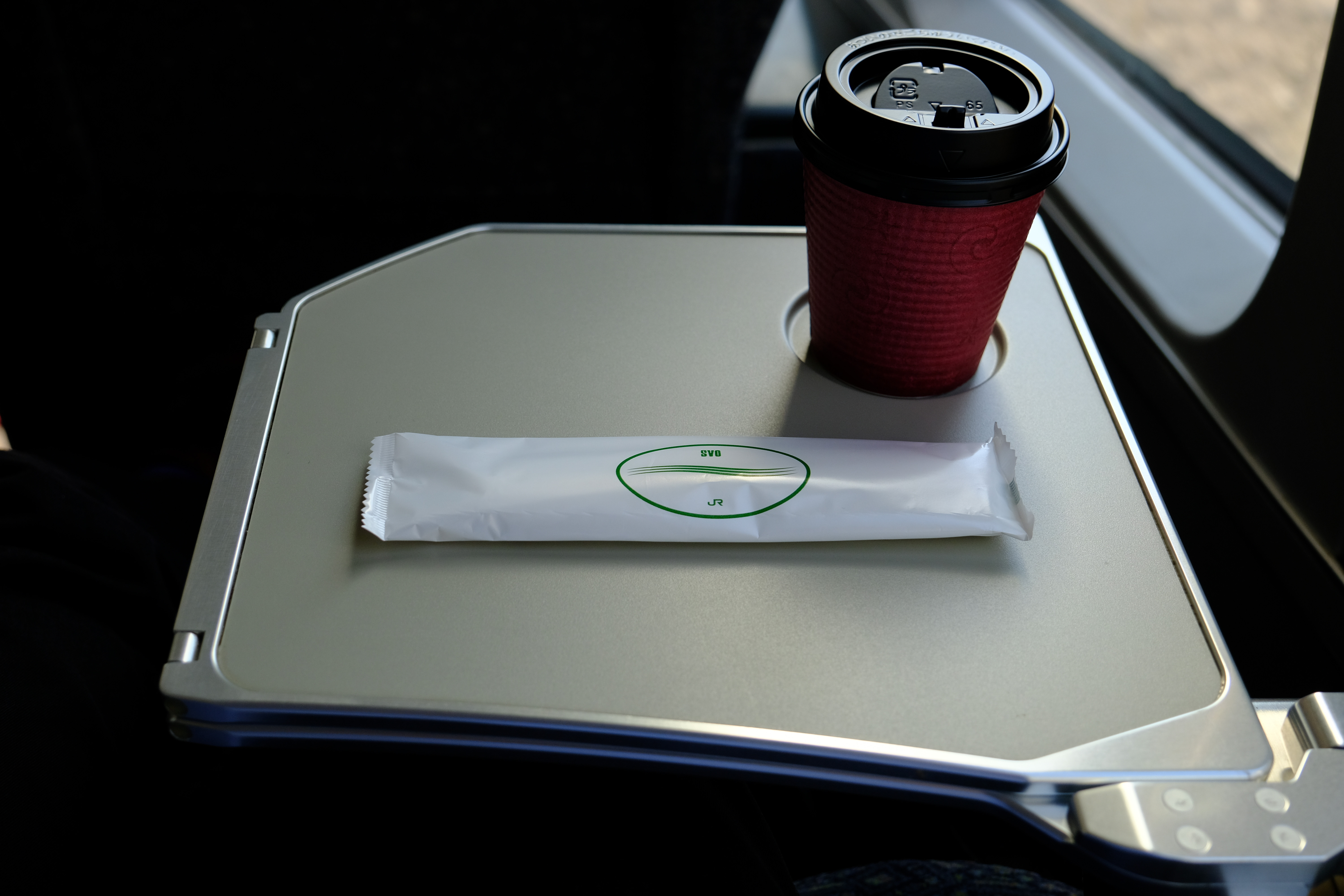
グリーン車で提供していたドリンクとおしぼり

### リゾート踊り子
「リゾート踊り子」は、1988年7月から東京駅 - 伊豆急下田駅間で運転されていた臨時特急列車。運転開始前の同年5月のゴールデンウィークには、同区間で全席指定席の臨時快速「リゾートライナー21」として運行された。
土休日を中心とした特定日に東京駅→伊豆急下田駅で運転されたが、使用車両の「リゾート21」が「THE ROYAL EXPRESS」に転用され、2016年5月を最後に「リゾート踊り子」は運転を終了した。

#### 停車駅
東京駅 - 横浜駅 - 大船駅 - 小田原駅 - 湯河原駅 - 熱海駅 - 網代駅 - 伊東駅 - 伊豆高原駅 - 伊豆熱川駅 - 伊豆稲取駅 - 河津駅 - 伊豆急下田駅

#### 使用車両・編成
伊豆急行2100系「リゾート21」が使用されていた。運転開始当初の「リゾート21」は普通車のみで編成され、定期列車と異なり全車座席指定席であった。1990年から「リゾート21」用に増備された特別車両「ロイヤルボックス」をグリーン車として連結している。車内販売は行われず、JR線内の特急料金はB特急料金が適用された。

### シーリゾート踊り子・フルール踊り子
「リゾート踊り子」の姉妹列車で、何れも2100系電車が使用された。
1998年に、夏季の「シーリゾート踊り子」の運転が開始された。当初は1日に朝の下り1本のみだったが、2002年夏季からは夕方の上り1本も運行を開始した。「リゾート踊り子」は伊豆急下田駅を中心として東京駅を午後に出発するダイヤ編成に対して、本列車は1日1往復で東京駅 - 伊豆急下田駅の運行だが東京駅を午前中に出発して東京駅へ同一列車で日帰りが可能なダイヤ編成である。
2002年10月から春季と秋季に「フルール踊り子」が「シーリゾート踊り子」と同様の時間帯で運行されていた。しかしながら2005年夏を最後に夏季は運行されておらず、2006年5月からこの時間帯の列車は「リゾート踊り子」81・82号として運行されていたが、2008年の春季を最後に運行されていない。これらの列車は、従来「ロイヤルボックス」は連結されなかったが、2006年10月運転の「リゾート踊り子」81・82号以降連結されている。「リゾート踊り子」と異なり自由席も設定されていたが、2008年2月に全車指定席へ変更された。

### マリンエクスプレス踊り子
「マリンエクスプレス踊り子」は、2012年12月から土休日を中心に東京駅 - 伊豆急下田駅間で全席指定席（グリーン車含む）で運行されていた臨時特急列車である。2020年3月8日に運行を終了した。

#### 停車駅
東京駅 - 横浜駅 - 熱海駅 - 伊東駅 - 伊豆高原駅 - 伊豆熱川駅 - 伊豆稲取駅 - 河津駅 - 伊豆急下田駅

#### 使用車両・編成
鎌倉車両センター所属のE259系が使用されていた。「マリンエクスプレス踊り子」で使用される車両には、専用のロゴステッカーが装着された。特急料金は「スーパービュー踊り子」や「成田エクスプレス」と同じA特急料金が適用された。

### サマーホリデー湘南箱根
「サマーホリデー湘南箱根」は、2015年夏休み期間中に千葉駅 - 小田原駅間で全席指定席で運行されていた臨時快速列車である。2016年以降は運転をしておらず、運行を終了したものと見られる。

## 首都圏対湘南・伊豆半島連絡列車沿革
かつて首都圏から伊豆半島へ、丹那トンネル開業前後の東海道本線（丹那トンネル開業前は、同線の国府津駅 - 熱海駅間は「熱海線」と呼ばれた）や伊東線へ向う列車があった。
1949年に週末のみ運転された臨時列車として東京駅 - 伊東駅・修善寺駅間で運行した、準急「いでゆ」が本列車の源流である。1981年10月に153系電車と165系電車から185系へ置換にともない、特急「あまぎ」と急行「伊豆」を統合して現在の「踊り子」となる。

### 戦前
- 1928年（昭和3年）4月：鉄道省は東京駅 - 熱海駅間に休日運転の準急列車（現在の快速列車に相当）を1往復新設。東京駅 - 熱海駅間を2時間13分で結んだ。
- 1929年（昭和4年）9月：鉄道省は東京駅 - 熱海駅間に土日運転の準急列車を1往復増発
- 1930年（昭和5年）10月：鉄道省は東京駅 - 熱海駅間に毎日運転の準急列車1往復を新設　既存の2往復のうち1往復を毎日運転とし東京駅 - 小田原駅間を1時間20分、同熱海間を1時間45分で結んだ。これは当時の特急列車並みのスピードである。
- 1933年（昭和8年）5月：三島駅（現在の下土狩駅）から分岐する駿豆鉄道線（現在の伊豆箱根鉄道駿豆線）の修善寺駅まで、東京方面から普通列車に併結されて来た鉄道省の客車が週末運行で乗入れるる。戦時体制の強化により、のちにいったん消滅。
- 1934年（昭和9年）12月：丹那トンネルの開通により、熱海駅 - 沼津駅間が開業。国府津駅 - 熱海駅 - 沼津駅のルートが熱海線から東海道本線となり、従来の国府津駅 - 御殿場駅 - 沼津駅間は、東海道本線から御殿場線となる。駿豆鉄道線の起点も新線上に新たに設けられた三島駅に変更。東京駅 - 熱海駅間を運行していた準急2往復のうち1往復は沼津駅まで運行区間を伸延し、東京駅 - 熱海駅・新宿駅 - 沼津駅間に下り土曜日・上り日曜日のみ運行される準急列車を設定。
- 1937年（昭和12年）12月：この年7月に勃発した日中戦争の影響で「遊楽旅行」は次第に制限され、新宿駅 - 沼津駅間運行など一部の週末準急列車が廃止。
- 1938年（昭和13年）12月：伊東線の熱海駅 - 伊東駅間が全通し、東京駅 - 熱海駅間を運行していた毎日運転の準急列車1往復が同駅まで延長運転され、東京駅 - 伊東駅間を2時間22分で結ぶ。
- 1940年（昭和15年）10月：日中戦争の戦況が次第に泥沼化する中、準急列車の停車駅が増やされて定期列車のそれに関しては東京駅 - 国府津駅間では普通列車同様となる。
- 1942年（昭和17年）11月：戦時陸運非常体制実施のため、東京駅 - 沼津駅間などの準急列車がすべて廃止される。

### 戦後

#### 終戦直後の湘南準急「いでゆ」「いこい」
- 1949年（昭和24年）
  - 2月：東京駅 - 伊東駅間に下りのみ毎週土曜日運行の準急列車が1本設定される。この準急列車は湘南準急と呼ばれた。戦後の「準急」は有料列車で、急行列車より設備・速度などで劣るために割安な料金設定の列車として1946年11月に登場した。
  - 4月：湘南準急に、駿豆鉄道線修善寺発着の列車を併結する。同鉄道への乗り入れ再開。
  - 10月：上り列車が毎週日曜日に運転され、湘南準急に「いでゆ」と命名される。当時の国鉄の列車愛称は、9月に登場した東京駅 - 大阪駅間の特急「へいわ」と夜行急行「銀河」のみで、「いでゆ」命名は画期的であった。
  - 12月：「いでゆ」の姉妹列車として、東京駅 - 三島駅・伊東駅間に同じく週末（土曜下り・日曜上り）運転の「いこい」を設定。

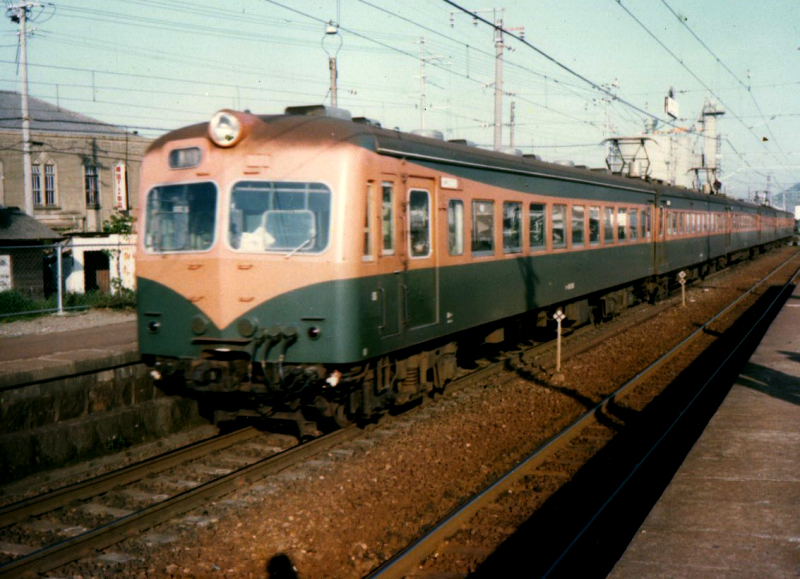
80系

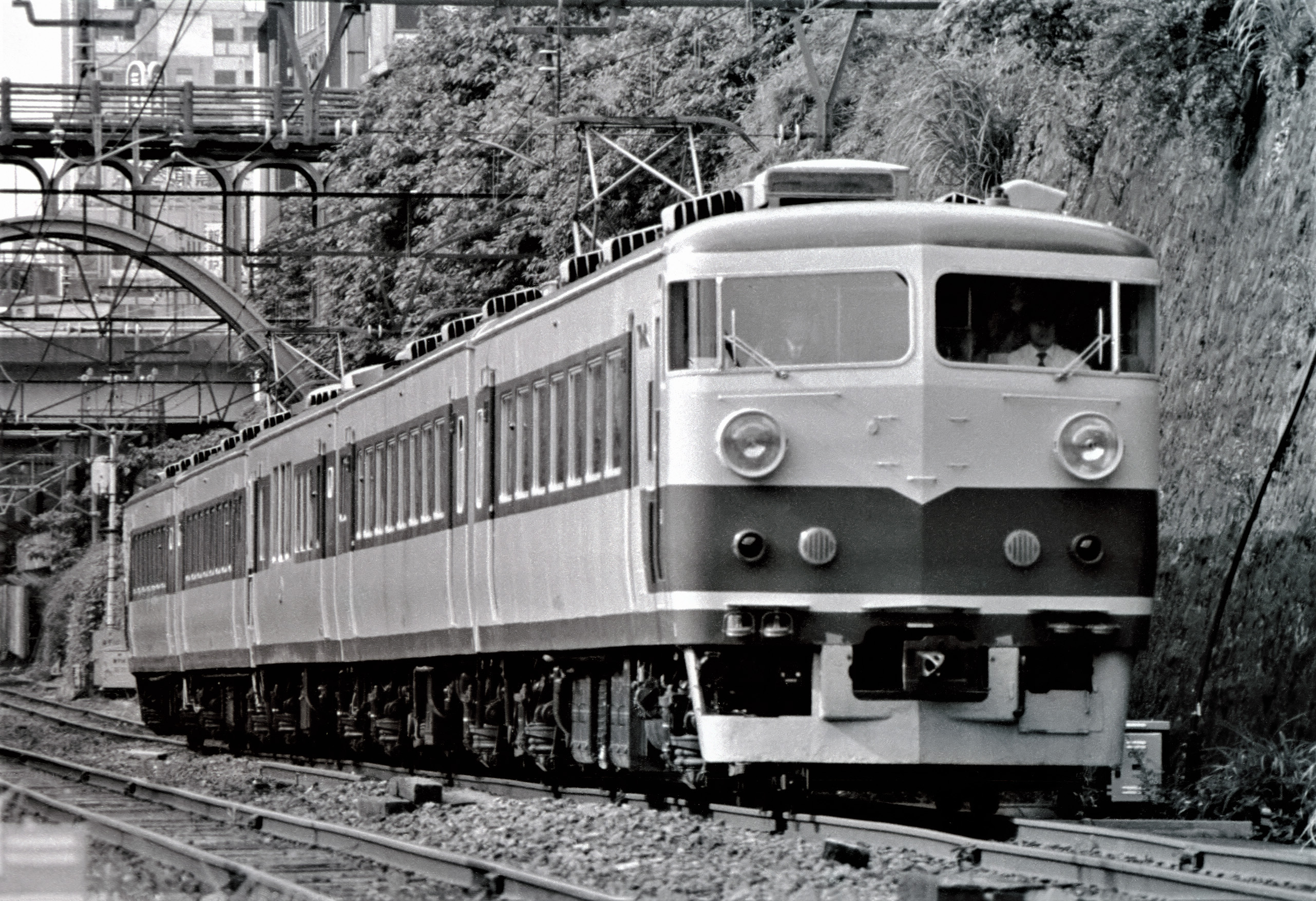
157系

#### 電車の台頭と列車の増発・名称多様化
- 1950年（昭和25年）
  - 10月：東京駅 - 伊東駅・修善寺駅間に、週末準急「あまぎ」を設定。従来の準急は客車を使用していたが、「あまぎ」は湘南電車と呼ばれこの3月から普通列車などで運用されていた80系電車を使用し、優等列車への電車使用のさきがけとなった[注 9]。当時、駿豆鉄道線三島駅 - 修善寺駅間の架線電圧は600Vで、同鉄道へ乗入れ時は三島駅の国鉄線 - 駿豆線の渡り線に死電区間を設け、車両の方も特殊装備を施して対応した。
  - 11月：東京駅 - 伊東駅間に下りのみの客車週末準急「はつしま」を設定。同時に「いこい」も修善寺駅まで運行される。下り「あまぎ」は東京駅 - 熱海駅間を1時間29分、同伊東間を2時間3分で走破したが、「いこい」「いでゆ」より全区間の所要時間にしては30分早く、東京駅 - 熱海駅間の所要時間は当時の最優等列車であった特急「はと」と同じで、電車の速達性が示された。現行の特急「踊り子」でも東京駅 - 熱海駅間で約10 - 20分、東京駅 - 伊東駅間で約15 - 25分程度の短縮で、当時は準急「あまぎ」は湘南特急と俗称された[11]。
  - 12月：年末年始は温泉に向かう客足が減るとして、12月9日、16日、23日の「いこい」が運休。さらに12月30日、翌月6日には「いこい」「いでゆ」の両方を運休した[12]。
- 1951年（昭和26年）3月：「いでゆ」「はつしま」は80系電車化され、同時に「いでゆ」は臨時列車ながら毎日運行される。
  - 「いづ」「いでゆ」のヘッドマークにはそのスピードをアピールする意味も込めて「湘南特急」の文字が書き込まれた[注 10]。
- 1952年（昭和27年）3月：「いでゆ」は伊東行の二等車（現在のグリーン車に相当）を、従来の2両から3両へ増結し、三等車（現在の普通車）を1両減車。
- 1953年（昭和28年）3月：「あまぎ」は「伊豆」に改称され、臨時ながら毎日運行になる。
- 1954年（昭和29年）10月：「いでゆ」「伊豆」は定期列車に格上げされる。「伊豆」「はつしま」は着席を確保するため、列車指定・枚数制限の準急券を販売する。新宿駅 - 熱海駅間に準急「あまぎ」を設定。「あまぎ」により、1937年12月に戦前の温泉準急が廃止されたあと、17年ぶりに新宿始発の伊豆方面列車が復活。当時は貨物線として使われていた品鶴線[注 11]を経由するなど変則的な経路で運転されていた。
- 1955年（昭和30年）
  - 7月：電車準急の修善寺編成の東京駅 - 熱海駅間の連結位置を、従来の熱海方から東京方に変更。
  - 10月：「いでゆ」の伊東編成に3両連結の二等車のうち1両を修善寺編成に組込み、それ以外の電車準急の修善寺編成には三等車を1両組込み、5両編成に増結される。
- 1956年（昭和31年）11月：東京駅 - 伊東駅・修善寺駅間に、土曜下り・日曜上り運転の準急を増発。同列車は「たちばな」と命名。
- 1957年（昭和32年）10月：「いでゆ」の5分先行する時刻で、不定期準急「十国」が東京駅 - 熱海駅間に設定される。当時はどの列車も二等車、三等車の両方が連結されていたのに対し、三等車のみを連結した。この頃から80系電車準急には準急向けに居住性を改善した全金属製の300番台車も投入され始める。
- 1959年（昭和34年）
  - 4月：「伊豆」「はつしま」は前述した列車指定の準急券販売制を発展させて全車座席指定席となる。同じく列車指定の準急券販売が行われていた「いでゆ」「十国」「たちばな」も座席指定席制へ改められ、新たに全車座席指定制の不定期準急「おくいず」が東京駅 - 伊東駅間に、および土曜日に上りのみ伊東 - 東京間運行の準急（この列車には列車名は付けられなかった）が設定される。「たちばな」は、伊東方面のみ毎日運転となる。
  - 4月10日・12日：4月10日に皇太子明仁親王と正田美智子との結婚式が催され、国鉄はそれを記念して東京駅 - 伊東駅間に臨時準急「ちよだ」を特急「こだま」用のモハ20系電車で運行。これは同系が準急に使用された唯一の例となる。
  - 6月：「伊豆」が、80系電車より性能・設備などですぐれる153系電車に置換えられる。以後「いこい」（客車列車）を除く、ほかの電車列車も順次153系電車へ改められていく。
  - 9月：伊豆箱根鉄道駿豆線の架線電圧を600Vから1500Vに昇圧。
  - 11月：「十国」にも二等車を連結。
- 1961年（昭和36年）
  - 3月：日光駅 - 伊東駅間に、従来は東京駅 - 日光駅間を運行していた準急「日光」を延長する形で、「湘南日光」を運転開始。この列車は季節により利用状況が異なるものと推定されたため、シーズンにより日光駅 - 東京駅間の「第2日光」、東京駅 - 伊東駅間の「臨時いでゆ」とに分けて運転。この時、「伊豆」が上り1本増発されている。「第2伊豆」は、「湘南日光」または「臨時いでゆ」の間合使用で、「第2伊豆」を運転した場合は翌日、品川駅から伊東駅へ送り込み回送列車を運転して上りの「湘南日光」または「臨時いでゆ」に充当。「湘南日光」は、東京駅をスルー運転する優等列車となった。車両はすでに「日光」に投入されていた、特急列車並の設備を持った157系電車を使用。
  - 10月：新宿駅 - 熱海駅間の「あまぎ」は廃止され、新たに「たちばな」が改称されて「あまぎ」を名乗る。上りの「たちばな」は「伊豆」の増発列車扱いとなった。「十国」廃止。「いでゆ」は増発され、下り2本・上り3本となる。
- 1961年（昭和36年）12月：伊豆急行線の開業により、「伊豆」のうち1往復と「おくいず」が伊豆急下田駅まで乗り入れる。
- 1963年（昭和38年）
  - 3月：「湘南日光」を165系電車に置換え。設備面では153系電車と同等となる。
  - 10月：土・休日運転であった「おくいず」が定期列車に格上げされる。
  - 12月：「あまぎ」が伊豆急下田駅乗入れ開始。

#### 新幹線開業後の「伊豆」「あまぎ」およびその列車群

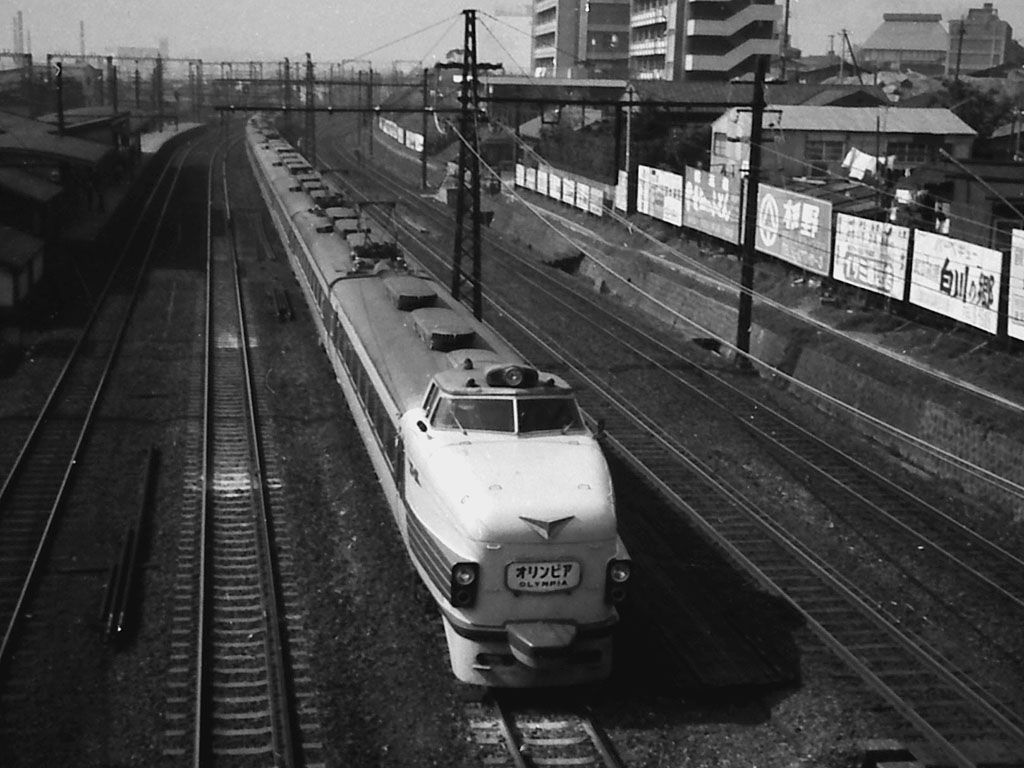
151系　臨時急行オリンピア

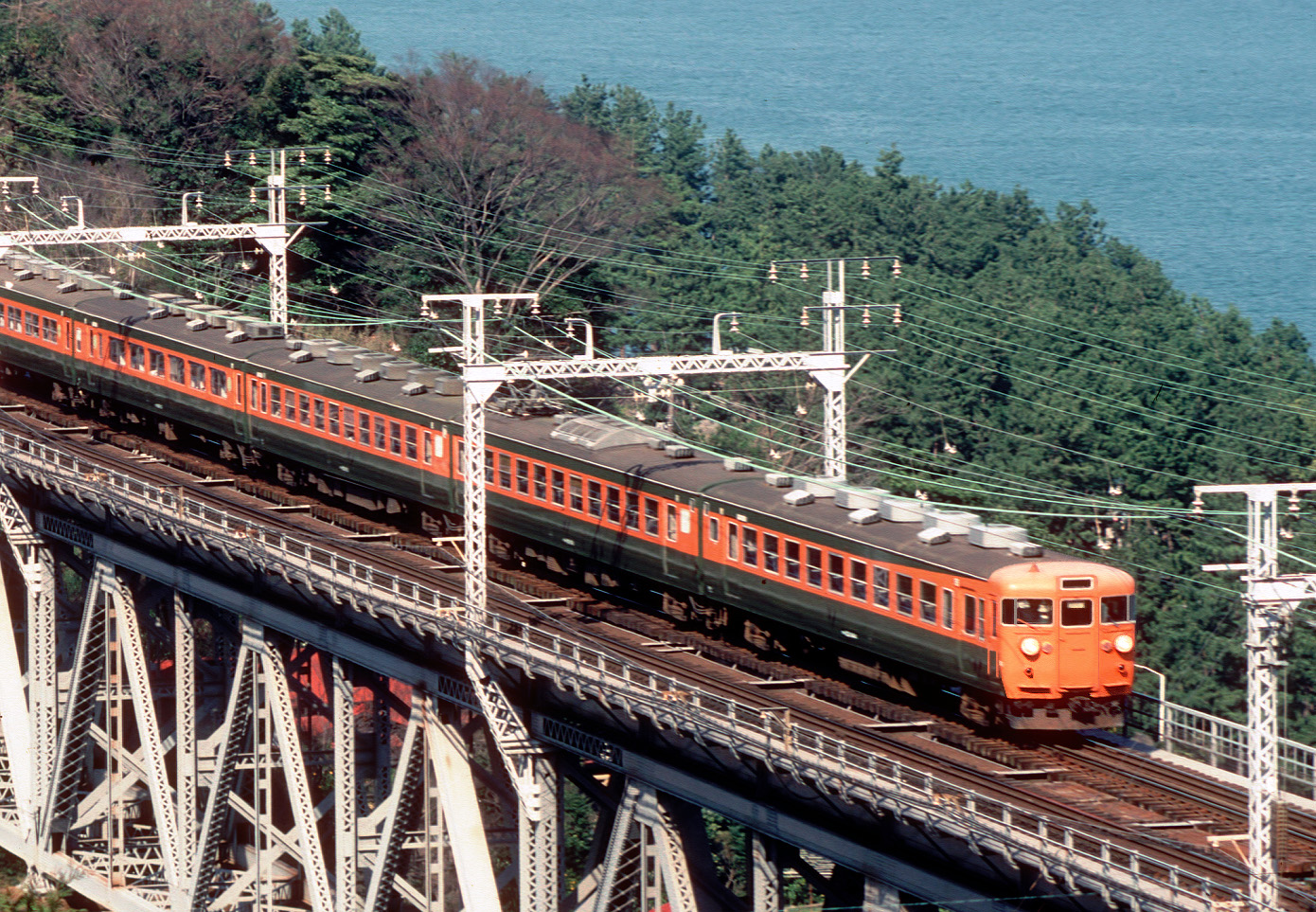
根府川駅 - 真鶴駅間の白糸川橋梁を渡る急行「伊豆」
（1981年4月3日）

- 1964年（昭和39年）10月1日：東海道新幹線開業で以下に変更。
  1. 「こだま」による東京駅 - 熱海駅間の所要時間は58分と1時間の大台を割込む。
  2. 東京駅 - 大阪駅間の特急「ひびき」に使用されていた157系電車が、新幹線の開業による「ひびき」廃止で余剰となったため「伊豆」に転用。
    - 「伊豆」は東京駅 - 伊豆急下田駅・修善寺駅間定期2往復の急行列車へ格上げとなる。ただ準備のため運転開始は翌月からとなった。「伊豆」の編成は下田行7両+修善寺行6両の13両編成で、それぞれの編成に一等車を2両ずつ連結した。

  3. 「伊豆」の格上げに関して残った1往復半は「あまぎ」に組み込まれ、「あまぎ」は不定期2往復となる。
  4. 1964年東京オリンピック開催に伴う観光客誘致のため、東京駅 - 熱海駅間に151系電車による全車座席指定制臨時急行列車「オリンピア」が運行された。「オリンピア」は、湘南・伊豆方面へ向かう最初の急行列車となる。
- 1965年（昭和40年）10月：列車名の整理が行われて、「おくいず」は「あまぎ」に、「いこい」は「いでゆ」に統合される。定期の準急は「いでゆ」から「あまぎ」に移って「あまぎ」は定期5往復半体制となり、「いでゆ」は不定期準急となる。
- 1966年（昭和41年）
  - 3月：国鉄の料金制度改定に伴い、「あまぎ」「いでゆ」「湘南日光」は準急から急行に格上げされる。
  - 10月：平（現在のいわき駅） - 伊豆急下田駅間に、臨時急行「常磐伊豆」（土曜下り・日曜上り運転）を設定。
- 1967年（昭和42年）
  - 9月：「常磐伊豆」に修善寺行きを設定。平駅（現在のいわき駅） - 伊豆急下田駅・修善寺駅間の列車となる。
  - 10月：東海道本線三島駅に併設して新幹線の車両基地ができたことにより、東京駅 - 熱海駅間の「こだま」が設定される。
- 1968年（昭和43年）10月：再び列車名の整理が行われて、車両や定期・不定期問わず全車指定席の列車は「伊豆」に、自由席連結の列車は「おくいず」となり、「いでゆ」「あまぎ」を廃止。
- 1969年（昭和44年）4月
  1. 車両基地のあった三島駅を新幹線の停車駅とし、東京駅 - 熱海駅間の区間運行であった「こだま」は、すべて三島駅まで運転。
  2. 「伊豆」は前年10月の改正で、153系電車と157系電車の両方が使用されていたが、二等車のサービス格差が大きく157系電車使用の列車を特急列車に格上げし、「あまぎ」と命名。
    - この特急「あまぎ」は急行「伊豆」の格上げ定期2往復と季節・臨時各1往復の4往復とした。「あまぎ」の特急列車格上げに際して、運行区間を東京駅 - 伊豆急下田駅間とし、うち定期・臨時それぞれ1往復は横浜駅 - 網代駅間をノンストップ（定期・季節各1往復は熱海駅にも停車）にすることで東京 - 伊豆急下田間を2時間30分台で結ぶダイヤにするなど速達性を重視することにした。伊豆急行線内でも社線内特急料金を徴収することになった。修善寺方面は使命を新幹線に託して設定されなかった。
- 1970年（昭和45年）10月：末期は伊東行きのみの運転となっていた「湘南日光」が廃止。
- 1972年（昭和47年）11月：「常磐伊豆」が廃止。
- 1975年（昭和50年）3月：「伊豆」の修善寺発着編成のうち1往復に連結されていたグリーン車を廃止。修善寺発着編成は全列車普通車のみの列車となる。

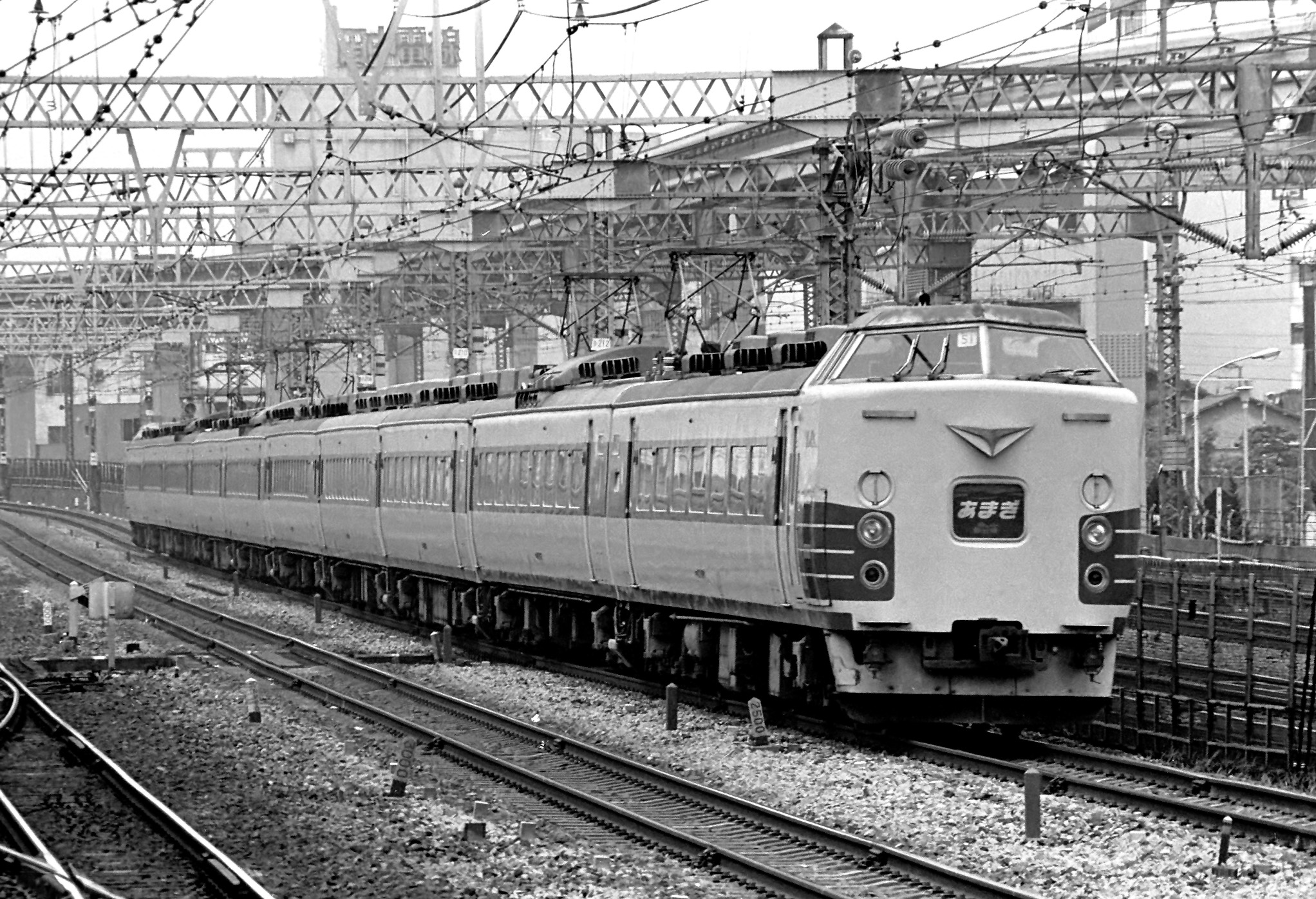
183系特急「あまぎ」
田町付近　（1981年）

- 1976年（昭和51年）3月：「あまぎ」に使用される157系電車は老朽化したため、183系電車に置換えられて157系電車は終焉すた。これに合せて自由席を連結する。「伊豆」にも自由席が連結されて「おくいず」を「伊豆」に統合する。
- 1981年（昭和56年）3月：「伊豆」の車両が、老朽化した153系電車から順次新しく登場した185系電車に置換えられる。10月に運転を開始する「踊り子」が同系を使用するため、試験運用も兼ねた先行投入であった。185系電車は153系電車と併結列車も存在した。

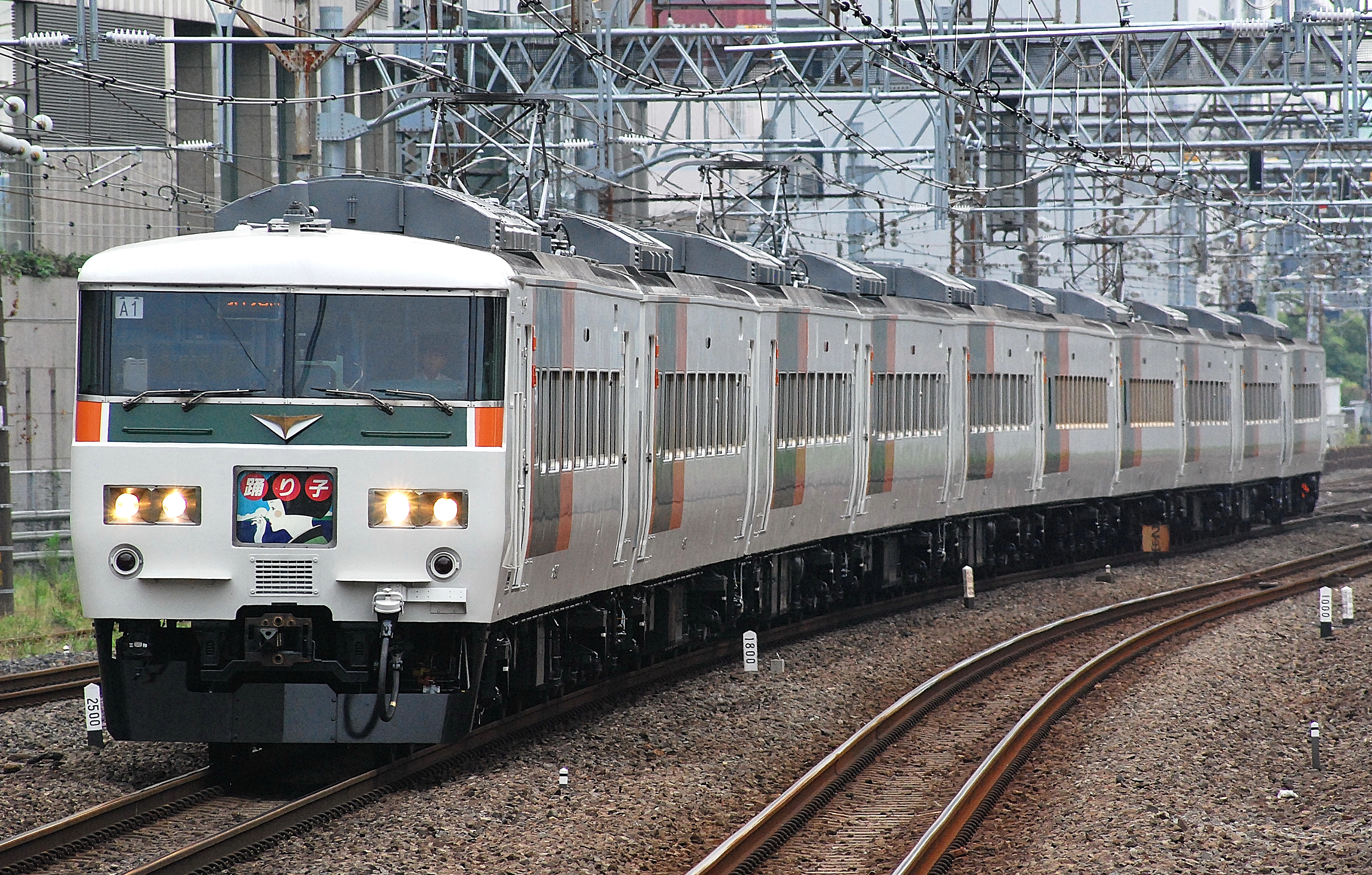
185系0番台「踊り子」

#### 特急「踊り子」の誕生
- 1981年（昭和56年）10月：特急形車両183系で運行されていた特急「あまぎ」と急行形車両153系で運行されていた急行「伊豆」を「踊り子」に統一し「エル特急」に指定される。所要時間は平均2時間45 - 50分と「伊豆」と同じ停車駅を引き継ぎながら10分程度のスピードアップは図られたが2時間30分台で走っていた「あまぎ」より劣った。
- 1983年（昭和58年）8月：EF58形またはEF65形が牽引する81系和式客車による「お座敷踊り子」が運転された。旧形客車による最後の特急運用。
- 1985年（昭和60年）
  - 3月14日：「踊り子」全列車を185系電車に統一[13]。
  - 10月5日：準急「あまぎ」以来の復活となる新宿発着「踊り子」を休日中心の臨時列車で運転開始[13]。
- 1986年（昭和61年）3月3日：「踊り子」に平日・休日別ダイヤを採用[13]。大船駅 - 小田原駅間が平日は藤沢駅・茅ケ崎駅・平塚駅停車、休日は大船駅 - 小田原駅間を通過。
  - 日本国有鉄道（国鉄）が日付ダイヤを中距離電車運行区間とはいえ在来線特急までに採用するのは異例であり、停車駅も当時急行列車であった「東海」とほぼ同等[注 12]となった。しかし大船駅 - 小田原駅間の所要時間は平日・休日とも変わらず同区間の所要時間が約3分延びた。

#### 国鉄分割民営化と「踊り子」の多様化
- 1987年（昭和62年）10月：前橋駅 - 伊豆急下田駅間を高崎線・山手貨物線・品鶴線経由で運行する臨時特急列車「モントレー踊り子」を運転開始[14]。1990年12月までおもに夏休み・冬休みに運転を行った。
- 1988年（昭和63年）
  - 3月13日：「踊り子」の1往復を、池袋駅発着とする[15]。これは従来新宿発着で運行されていた列車を定期列車化したものである。池袋発着の列車には100番台の番号を与え区別をした。東京駅 - 熱海駅間で曲線通過速度と分岐器通過速度を向上させたことにより一部列車の所要時間が2 - 10分短縮される[15]。
  - 5月：伊豆急行の2100系「リゾート21」を使用して、大型連休に東京駅 - 伊豆急下田駅間で臨時快速「リゾートライナー21」を運行。
  - 7月：東京駅 - 伊豆急下田駅間に、前述した2100系電車を使用した臨時特急「リゾート踊り子」を運転開始。
- 1989年（平成元年）
  - 3月11日：この日から急行「東海」の停車駅と新橋駅・茅ケ崎駅・真鶴駅に停車する快速「アクティー」が新設されたことに伴い「踊り子」の平日・休日別ダイヤは終了し、大船駅 - 小田原駅間は平日でも通過となる[16]。
  - 8月：成田駅 - 伊豆急下田駅間に183系電車により臨時特急「ウイング踊り子」運行。千葉駅 - 戸塚駅間は総武快速線・横須賀線を経由。成田空港へのアクセスを意識した列車であった[注 13]。

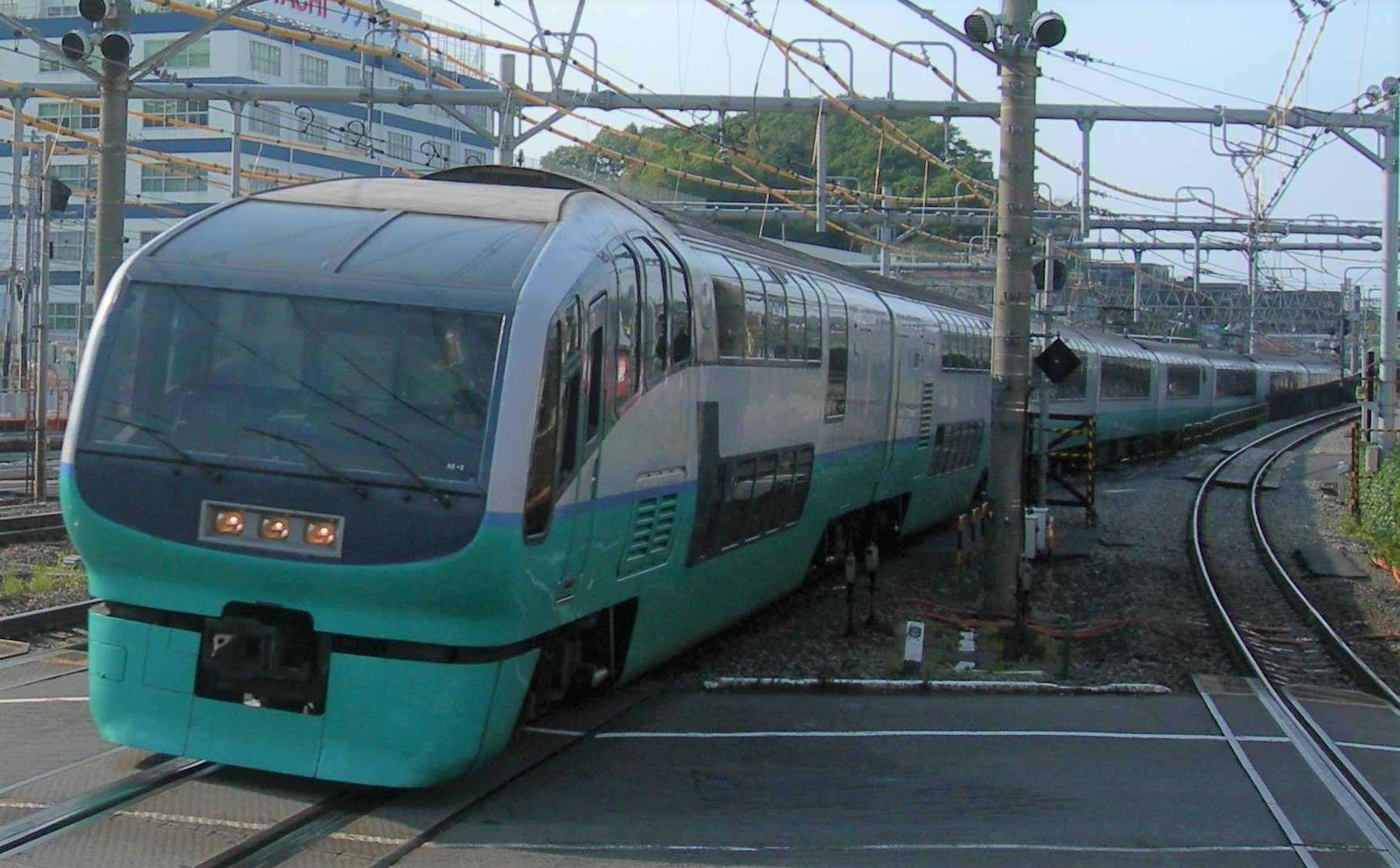
251系「スーパービュー踊り子」

- 251系「スーパービュー踊り子」1990年（平成2年）4月28日：新宿駅・池袋駅・東京駅 - 伊豆急下田駅間に、展望席などを設けた251系電車を使用して、リゾート特急「スーパービュー踊り子」3往復を運転開始[17]。新宿・池袋発の「踊り子」は、同列車に変更。設定当初は251系電車が2本のみの在籍であったことから、車両運用の兼合いから池袋発の「スーパービュー踊り子」は水曜日運休とし、代走で「踊り子」が運行[17]。以下の番号を振分けた[17]。
  - 1号 - ：東京駅発着「スーパービュー踊り子」
  - 51号 - ：新宿駅・池袋駅発着「スーパービュー踊り子」
  - 101号 - ：東京駅発着「踊り子」
  - 151号 - ：新宿駅・池袋駅発着「踊り子」（ただし、臨時列車のみで定期列車としては設定当初計画的に行われた「スーパービュー踊り子」代走の「踊り子」のみ）
  - 臨時列車は通例の80番台を付す。
  - 設定当時は、東京駅からではなく新宿・池袋駅発着の列車を中心にした。理由は以下のとおりとされる。
    1. 北陸新幹線乗入れに伴う東京駅新幹線ホーム増設工事のため、東京駅の東海道本線の発着本数の余裕がないこと。
    2. 東京西部・北部より伊豆半島への観光客の誘致のため。
- 1990年（平成2年）7月：以下の臨時快速列車を165系・167系電車で運転開始。
  - 東京駅 - 伊豆急下田駅間運行の「伊豆マリン号」。以後2002年まで毎年夏休み期間に運行。
  - 新宿駅 - 伊豆急下田駅間運行の「伊豆マリン新宿号」。1995年まで毎年夏休み期間に運行。
- 1991年（平成3年）12月：東京駅 - 伊豆急下田駅間で臨時快速「伊豆いでゆ号」運行。1993年まで毎年年末に運行。
- 1992年（平成4年）3月14日：「スーパービュー踊り子」、定期5往復に[18]。代走「踊り子」の運行も終了[18]。
- 1994年（平成6年）12月3日：「スーパービュー踊り子」、2往復を臨時に格下げ、定期3往復・臨時2往復となる[19]。
- 1995年（平成7年）7月 ：「パノラマエクスプレスアルプス」＋167系「メルヘン」車使用の臨時急行「パノラマ東伊豆」を7月24日 - 28日・31日 - 8月4日にかけて東京駅 - 伊豆急下田駅間に運行。
- 1998年（平成10年）
  - 7月：2100系電車使用の臨時特急「シーリゾート踊り子」を下りのみ東京 - 伊豆急下田間に運転開始。
  - 12月：臨時特急「伊東線60年記念号」を東京駅 - 伊豆急下田駅間183系電車で運行。
- 1999年（平成11年）5月：この年の大型連休に、183系電車を使用して「あまぎ」の復活運転を行う。

#### 2000年代の展開
- 2000年（平成12年）
  - 従来、休日の修善寺発列車については駿豆線内のみの乗車を禁止していたが、これを解除する。
  - 12月：「リゾート踊り子」、上りのみ伊豆高原駅 - 東京駅間運行に変更される。
  - 12月9日：14系座席車6両編成使用の「さよなら20世紀　踊り子号」を東京駅 - 伊東駅間下りのみ運行。EF58形61号機牽引により客車「踊り子」リバイバル運転の要素も込められたが、14系客車の全廃により事実上最後の客車「踊り子」となった。
- 2001年（平成13年）
  - 2月：2100系使用の臨時特急「踊り子観桜」号を横浜駅 - 伊豆急下田駅間に運行。
  - 3月：「踊り子」で、定期乗車券と自由席特急券との併用を解禁。従来は、ほかの在来線特急で認められるていた定期乗車券と自由席特急券の併用が「踊り子」「東海」では長らく認められず、再度普通乗車券を購入する必要があった。
  - 7月：485系和式電車使用の臨時特急「お座敷湘南伊豆」を東京駅 - 伊東駅間に14・15・28・29日の4日間運行。
  - 10月7日：「踊り子」運転開始20周年を記念して、「踊り子20周年記念号」として183系電車9両編成によるリバイバル運転が行われた[20]。
  - 12月9日：伊豆急行線開業40周年記念事業の一環として、165・167系国鉄色8両編成を使用したリバイバルトレインの急行「伊豆」を東京駅 - 伊豆急下田駅間に運行。
- 2002年（平成14年）
  - 3月：165・167系国鉄色8両編成使用の臨時快速「湘南・伊豆椿」号を、下り大宮駅 - 伊豆高原駅間、上り伊東駅 - 大宮駅間で運行。
  - 10月：車体に伊豆西海岸を含む沿線8市町ゆかりの花を描いた2100系電車「リゾート21EX」使用の「フルール踊り子」が運転を開始。
  - 12月1日：JR東日本はこの日の改正で、篠ノ井線「しなの」を除く全ての「エル特急」の呼称を廃止、「踊り子」もその対象となる[21]。
- 2003年（平成15年）7月：「スーパービュー踊り子」池袋発の下り1本を臨時に宇都宮駅始発として運行する。
- 2004年（平成16年）11月13日：JR東日本の「駅からハイキング」企画の一環として、東京駅 - 伊豆急下田駅間で臨時特急「あまぎウォーキング」を1往復運転。183系電車によるもので、ヘッドマークは「あまぎ」のものに“ウォーキング”の文字を書き添えたものを使用した。
- 2005年（平成17年）11月3日・5日・6日：総武本線千葉駅 - 東京駅 - 伊豆急下田駅間に幕張車両センター183系・189系電車を使用の「踊り子」161・160号を運行。
- 2006年（平成18年）
  - 5月：下田開港150年に際し、黒船をイメージして黒をベースに赤と白帯を配した塗色の「黒船電車」に模様替えした2100系「リゾート21EX」使用の「リゾート踊り子」81・82号を休日に運行。
  - 10月：「リゾート踊り子」81・82号に、「黒船電車」装飾の「ロイヤルボックス」の連結を開始。
- 2007年（平成19年）
  - 3月18日：ダイヤ改正により、以下に変更。
    1. 全列車全席禁煙となる。
    2. 「踊り子」は従来自由席だった8号車（10両編成）、5号車（7両編成）は指定席となる。
    3. 番号が発着駅などに関係なく「スーパービュー踊り子」は1号から、「踊り子」は101号からの付番となる。

  - 4月1日：「スーパービュー踊り子」の蓮台寺駅停車が取りやめになる。
- 2008年（平成20年）12月13日・14日：伊東線開業70周年記念事業の一環として、田町車両センター183系・189系電車を使用の臨時特急「あまぎ」を1往復運転。
- 2009年（平成21年）
  - 3月14日：「踊り子」の蓮台寺駅停車が取りやめになる。
  - 5月16日・17日：南武線沿線からの黒船祭観光を考慮して、黒船ラッピングを施したリゾート21EX普通車のみの6両編成（南武線内の有効長の関係）使用の臨時特急「リゾート踊り子」91・92号が立川駅 - 伊豆急下田駅間（浜川崎駅経由）で1往復運転。その後、黒船祭以外の時期を含め2012年まで年間数日運行された。

#### 2010年代の展開
- 2010年（平成22年）
  - 3月13日：この日開業した横須賀線武蔵小杉駅の開業を記念して、「リゾート踊り子」65号（リゾート21EX普通車のみの7両編成）を新宿駅 → 伊豆急下田駅間で運転。大宮駅・池袋駅・新宿駅発着の「スーパービュー踊り子」「踊り子」の停車駅に武蔵小杉駅を追加。
  - 5月22日：辻堂駅ホーム拡幅工事に伴い、上りの一部列車のみ平塚駅 - 品川駅間の運行経路を東海道貨物線・横須賀線経由に変更。「スーパービュー踊り子」10号→92号（大宮行き）、「踊り子」118号→184号、「踊り子」182号→186号の3本は藤沢駅（貨物線側）、武蔵小杉駅停車に変更される。
- 2011年（平成23年）
  - 2月11日 - 2月13日：河津桜観光を考慮して、総武本線千葉駅 - 東京駅 - 伊豆急下田駅間に、伊豆急行2100系リゾート21EX（ロイヤルボックス組込の8両編成）使用の臨時特急「河津桜号」を1往復運転[報道 15]。
  - 3月26日：3月まで実施の「伊豆・湯河原 温泉いっぱい・花いっぱいキャンペーン」ファイナルイベントとして80系に準じた湘南色とした大宮総合車両センター所属の185系OM03編成を使用した臨時特急「上州踊り子」を高崎駅 → 伊豆急下田駅間（新宿経由）で、臨時特急「伊豆の踊り子」を伊豆急下田駅 → 東京駅間で運行予定だったが、3月11日に発生した東北地方太平洋沖地震（東日本大震災）および東京電力・福島第一原子力発電所事故を発端とした電力不足による東京電力の計画停電実施にともない両列車とも運転中止。これ以降、電力不足により運転中止もしくは本数の削減を余儀なくされる。
  - 3月27日：大宮総合車両センター185系200番台OM03編成使用の臨時特急「いでゆ」を東京駅 - 伊豆急下田駅間で1往復運行する予定であったが、前記の理由により運休。
  - 10月7日：「リゾート踊り子」を伊豆急行2100系黒船電車8両編成で運転再開。
  - 10月15日・10月16日：「踊り子」運転30周年を記念して、登場時の塗色に復元した田町車両センター所属の185系A8編成を使用した団体臨時列車「特急踊り子30周年記念号」を15日に下り、16日に上り各1本を東京駅 - 伊豆急下田駅間に運転[22]。
- 2012年（平成24年）
  - 3月3日：157系に準じた車体塗装とした大宮総合車両センター所属の185系200番台OM08編成を使用した臨時特急「上州踊り子」を高崎駅 → 伊豆急下田駅間（新宿経由）で運転。
  - 3月3日・3月4日：大宮総合車両センターOM08編成使用の臨時特急「あまぎ」を3日は伊豆急下田駅 → 東京駅間（上りのみ）、4日は東京駅 - 伊豆急下田駅間で1往復運転。
  - 12月1日：E259系を臨時特急「マリンエクスプレス踊り子」として東京駅 - 伊豆急下田駅間で運転開始。
- 2013年（平成25年）
  - 3月16日：ダイヤ改正で「踊り子」の停車駅から来宮駅と宇佐美駅が外れるとともに、湘南新宿ラインホーム設置に伴い大宮駅発着の臨時「スーパービュー踊り子」の停車駅に浦和駅を追加。同時に、田町車両センターの廃止に伴い185系と251系は大宮総合車両センターに所属が変更される。
- 2015年（平成27年）
  - 3月21日：3月14日に開業の上野東京ラインを利用し、我孫子駅から常磐線経由の臨時列車「踊り子161号・162号」が、原則として毎週末に運転開始。
  - 8月13日：「踊り子115・114号」が上記の路線を利用し、東京駅 - 大宮駅間延長運転を運行。
- 2016年（平成28年）4月25日：指定席の車内改札を原則として省略[新聞 4]。
- 2018年（平成30年）11月3日 : 川崎駅東海道本線ホーム拡幅工事に伴い上野東京ライン（常磐線直通を除く）が午前10時ごろから終電まで普通・快速列車が東京 - 横浜間で運休。この日、東京発着で運転の「スーパービュー踊り子」「踊り子」は、品川 - 横浜間を横須賀線経由で運転。
- 2019年（平成31年）3月15日 : 車内販売を廃止（伊豆急下田発着の「踊り子」のみ）[報道 16]。

#### 2020年代の展開
- 2020年（令和2年）
  - 3月8日：E259系による「マリンエクスプレス踊り子」号の運転を終了。
  - 3月13日：「スーパービュー踊り子」号の運転を終了[新聞 5]。
  - 3月14日：ダイヤ改正で以下に変更。
    1. E261系による「サフィール踊り子」号の運転を開始[報道 17]。
    2. 「踊り子」7号（改正前は107号）、「踊り子」1号・4号・6号・15号・18号（改正前は「スーパービュー踊り子」1号・2号・4号・7号・10号）の使用車両を185系・251系からE257系に変更、「踊り子」5号（改正前は「スーパービュー踊り子」3号）の使用車両が、251系から185系に変更される。これにより新宿発1本のみ185系運転による「踊り子」号が復活。（土休日は池袋発）[注 14]
    3. 号数の振り分けが見直され、定期列車は1号から、臨時列車は51号から振り直された[注 15] [注 16]。
    4. 一部列車が通過していた品川駅ならびに、新宿発着の列車が通過していた渋谷駅に全列車が停車する。
    5. 大宮駅発着の設定が廃止される[注 17]。

  - 4月8日：改正・新型インフルエンザ等対策特別措置法に基づく新型コロナウイルス感染症（COVID-19）緊急事態宣言発令を受け、JR東日本が、4月9日 - 5月31日まで、「サフィール踊り子」号の車内販売・およびカフェテリア（ヌードルバー）の営業休止を決定[報道 18]。
  - 4月23日：新型コロナウイルス感染症の影響による利用者減少を理由に、5月1日 - 6月30日まで以下の措置を実施することを発表[報道 19]。
    1. 5月7日 - 5月31日まで、「踊り子」4号・7号・15号・18号・98号が運休。この運休に伴いE257系2000番台が一時的に運用から離脱。
    2. 6月1日 - 6月30日まで、「踊り子」4号・7号・15号・18号および「サフィール踊り子」3号・5号・4号の指定席車両の販売を見合わせ。

  - 5月13日：JR東日本が、以下の運転計画および措置の実施を発表。
    1. 「サフィール踊り子」号の車内販売の休止、およびカフェテリア（ヌードルバー）の営業の休止を、同年6月1日以降も継続実施[報道 20]。
    2. 「踊り子」4号・7号・15号・18号の運休を、6月1日 - 24日まで継続実施[報道 21]。

  - 5月30日・31日：30日の始発から31日の終電まで渋谷駅（埼京線・湘南新宿ライン）改良工事に伴い大崎駅 - 新宿駅間が運休。この両日に池袋駅・新宿駅発の「サフィール踊り子5号」「踊り子5号」は東京駅発着・川崎駅経由[注 18]に変更し、「踊り子5号」は号数を95号に変更。
  - 6月25日：「踊り子」4号・7号・15号・18号の運転を再開。E257系2000番台も運用に復帰。
  - 7月2日：「サフィール踊り子」3号・5号・4号の運転を再開。
- 2021年（令和3年）
  - 2月28日：我孫子発着の「踊り子」の運転を終了。
  - 3月12日：夕方に「踊り子16号」が東京駅へ到着し、185系による「踊り子号」の運転を終了[新聞 1][新聞 2]する。特急「踊り子」シリーズは従来のE257系2000番台運用に加えて、修善寺行き用編成として新たにE257系2500番台で運用開始した「踊り子号」と、E261系運用の全車グリーン車指定席のA特急「サフィール踊り子号」に統合された[新聞 2]。
  - 3月13日：ダイヤ改正で以下に変更。
    1. 普通車における従来の指定席・自由席の区分が廃止され、新たな着席サービス（全車指定席）が開始される[報道 22]。
    2. 新幹線との乗継割引が廃止[報道 22]。
    3. 駿豆線区間において特急料金を設定[報道 23][報道 24]。
    4. 全列車がE257系2000番台・2500番台に統一[報道 22]。
    5. 網代駅での停車が3号・4号・13号・16号の2往復のみとなる。尚、7号・8号・10号と全ての臨時列車は通過となった。我孫子駅発着の設定が廃止される。
    6. E257系に統一に伴い、最大15両から14両に減両し、在来線定期特急列車の日本一長い編成が「サンライズ瀬戸」、「サンライズ出雲」と同位になる。

  - 4月29日：再び「サフィール踊り子」のカフェテリア・車内販売が中止される[報道 25]。
  - 7月1日：カフェテリア・車内販売が再開される[報道 6]。
- 2022年（令和4年）
  - 3月12日：新宿駅・池袋駅発着の1往復（5号・18号）を土休日に運転する臨時列車に変更し、平日は全列車が東京駅発着となる[報道 26]。
- 2024年（令和6年）
  - 3月16日：ダイヤ改正で「踊り子」の網代駅停車が取りやめになり伊東線内ノンストップとなった。また、号数の振り分けが再度見直される。
- 2025年（令和7年）
  - 3月15日：ダイヤ改正で臨時含む「踊り子」全列車が小田原駅停車となった。尚、「サフィール踊り子」と別名称で運行される一部の臨時列車は通過となっている。

### 各列車名の由来
東京駅 - 熱海駅・伊豆半島駅間を走る列車の名称は、統廃合されて「踊り子」一種類のみとなった。
（五十音順）
- 「あまぎ」 伊豆半島の中央部に存在する「天城山」（あまぎさん）に由来する。
- 「いこい」 温泉場で「憩う」（いこう、のんびり休息するの意）ことから。
- 「伊豆」（いず） 半島名・旧国名である「伊豆」に由来する。
- 「いでゆ」 温泉を表す言葉の「出湯」（いでゆ）に由来する。
- 「おくいず」 伊豆半島の南部地域をさす言葉である「奥伊豆」から。
- 「オリンピア」 オリンピック大会の語源・由来となったギリシャ語の地名「オリンピア」から。
- 「サフィール踊り子」 (Saphir ODORIKO)  フランス語でサファイヤを意味する単語「サフィール (saphir)」から。「宝石のサファイヤのような青く輝く美しい伊豆の海と空をイメージさせ、上質・高級で優雅な旅を楽しんでもらいたい願い」を込めた。
- 「十国」（じっこく[注 19]） 静岡県熱海市と函南町の間に位置する、「十国峠[注 20]」に由来する。
- 「湘南日光」（しょうなんにっこう） 湘南地域と日光を結ぶことから。
- 「常磐伊豆」（じょうばんいず） 常磐（旧国名の常陸・磐城、現在の茨城県・福島県東部）地域から伊豆へ向かう列車として命名。
- 「スーパービュー踊り子」 踊り子より速いことを「スーパー」で強調し、展望を重視したことを「ビュー」で表現したことに由来する。
- 「たちばな」 伊豆地域でも多く栽培される、食用柑橘類の総称名である「橘」（たちばな）に由来する。
- 「ちよだ」 皇居の所在地である「千代田」（ちよだ）に由来。皇太子明仁親王婚姻の祝賀もあり、例外的に東京の地名が用いられた（→列車愛称を参照）。
- 「はつしま」 静岡県熱海市に属し、同市の海上東方約10kmのところに位置する「初島」（はつしま）に由来する。